# Liste de personnalités liées à Nancy
Liste non exhaustive de personnalités liées à la ville française de Nancy.

## Personnes célèbres nées à Nancy

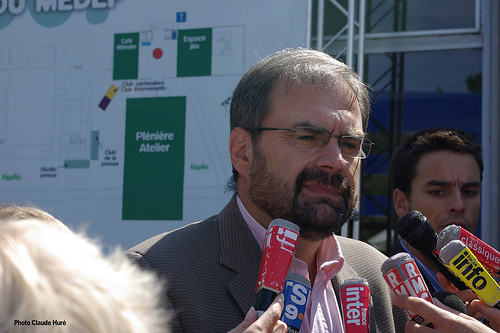
François Chérèque, secrétaire général de la CFDT.

- Charles-Joseph d'Arbois de Jubainville (1803-1875), avocat, a publié plusieurs ouvrages ou brochures dont Souvenirs d'un avocat de Nancy (de la Révolution au Second Empire), père d'Henri d'Arbois de Jubainville ;
- Jean-Jacques Bastian (1924-2018), résistant membre du groupe d'adolescents la Main noire pendant la Seconde Guerre mondiale ;
- Charles Baudouin (1893-1963), psychologue thérapeute, premier disciple et biographe d'Émile Coué, fondateur avec lui de la société lorraine de psychologie appliquée ;
- Marc de Beauvau-Craon (1676-1754), marquis d'Haroué, premier prince de Craon ;
- Michel Berr (1781-1843), premier avocat juif de France, pionnier de l'émancipation des Juifs ;
- Georges Bertier (1877-1962), descendant d'Antoine Bertier, étudiant en lettres et sciences à Nancy, a consacré sa vie à la pédagogie et au scoutisme ;
- Jean Borella (1930-), philosophe ;
- Coralie Cahen (1832-1899), philanthrope ;
- Paul Crampel (1864-1891), explorateur assassiné à 26 ans au Dar el-Kouti ;
- Louis Demangeot (1753-1835), chevalier de la Légion d'honneur, membre du département de la Meurthe lors de la Révolution française, directeur de la poste aux lettres, président du Tribunal de commerce[1] ;
- Jérôme Dreyfuss (né en 1974), styliste créateur de mode ;
- Charles Fould (1876-1951), administrateur de la succursale nancéienne de la Banque de France de 1924 à 1942 ;
- Hélène Adèle Fould-Helbronner (1878-1927) ;
- René Duchez (1903-1948), résistant, qui s'empara des plans du mur de l'Atlantique pour la Normandie ;
- Auguste-Prosper-François Guerrier de Dumast (1796-1883), universitaire, sous-intendant militaire, historien, promoteur de la restauration des facultés de Nancy, une rue de Nancy porte son nom ;
- Jacques Guerrier de Dumast (1927-2017), banquier ;
- Rémy Heitz (1963-), magistrat, procureur général près la Cour de Cassation
- Charles Louis Albert d'Alsace de Hénin-Liétard (1805-1860), prince de Hénin, petits-fils de Jean-François-Joseph d'Alsace de Hénin-Liétard ;
- Georges Hottenger (1864-1934), précurseur de la sociologie urbaine, membre de l'Académie de Stanislas ;
- Louis Sébastien Jacquet de Malzet (1715-1800), prêtre séculier, inventeur et écrivain lorrain ;
- Albert Jacquot (1853-1915), luthier et historien de l'art en Lorraine ;
- Jean Lamour (1698-1771), maître serrurier et ferronnier, auteur notamment des grilles de la place Stanislas ; une rue porte son nom ;
- Méry Laurent (1849-1900), muse de nombreux artistes et modèle de Manet pour son tableau L'Automne du Musée des Beaux-Arts de Nancy ;
- Albert Leclère (1867-1920), philosophe ;
- Mengin Le Clerc (c.1450-1510), gouverneur de Nancy en 1498-1499 et maistre de la monnaie de Nancy ;
- Pierre Leclerc du Vivier (c.1530-1598), banquier, trésorier général des ducs de Lorraine et en Bretagne ;
- Gérard Lhéritier (1948), fondateur d'Aristophil, affairiste ;
- Anne-Catherine de Ligniville (1722-1800), connue comme Madame Helvétius du salon philosophique et littéraire « Société d'Auteuil » ;
- Virginie Mauvais (1797-1892), institutrice, officier de l'Instruction publique, dite doyenne de l'Instruction publique. Au 70 Grande-Rue, une plaque apposée sur la façade rappelle sa naissance ;
- Jean-Joseph Picoré (1844-1928), arboriculteur et paysagiste, cofondateur de la Société centrale d'horticulture de Nancy ;
- Adélaïde Prévost (1755-1844), connue comme Madame de La Briche, salonnière ;
- Georges Renaud (1893-1975), maître d'échecs ;
- Aimé Seillière (1742-1793), premier receveur du district de Nancy ;
- Henriette Sélincart (1644-1680), modèle de peintres, épouse d'Israël Silvestre et mère de Louis de Silvestre ;
- Georges Viau (1855-1939), fils d'un drapier Nancy[2], chirurgien-dentiste et collectionneur de tableaux ;
- Lucien Wiener (1828-1909), relieur d'art et libraire 53 rue des Dominicains, membre de l'École de Nancy, conservateur du Musée lorrain ;
- René Wiener (1855-1939), fils et successeur du précédent, libraire, relieur d'art associé au mouvement de l'École de Nancy ; la rue Lucien et René Wiener (2009) est dédiée à ces deux artistes, qui ont légué leurs collections au Musée lorrain ;
- Pierre Xardel (1887-1960), avocat et poète ;

### Religion
- Dom Paul Benoit OSB (1893-1979), moine bénédictin et organiste ;
- Jacqueline de Chevigny (1911-1993), plus connue sous son nom de religion de sœur Jeanne d'Arc - une religieuse dominicaine et une bibliste reconnue ;
- Marchand Ennery (1792-1852), professeur aux  écoles israélites de Nancy de 1819 à 1830, plus tard grand-rabbin de France ;
- Maurice Feder (1912-2000), prêtre, directeur de l'École Saint-Sigisbert ;
- Maurice Fréchard (1928-2023), archevêque ;
- Ambroise Gardeil (1859-1931), prêtre et théologien ;
- François Antoine Étienne de Gourcy (1719-1805), chanoine de la cathédrale de Nancy, érudit et historien ;
- Delphine Horvilleur (1974), rabbin, écrivaine et philosophe ;
- Jacques-Alexis Jacquemin (1750-1832), professeur de théologie à l'Université de Nancy, évêque ;
- Jean-Paul Jaeger (1944), évêque émérite de Nancy et de Toul puis d'Arras ;
- Louis-Gabriel-Xavier Jantzen (1885-1953), archevêque de Chongqing ;
- Catherine de Lorraine (1573-1648), abbesse de Remiremont ;
- Charles de Lorraine (1567-1607), cardinal, évêque, premier primat de Lorraine en 1602 ;
- Nicolas-François de Lorraine (1609-1670), cardinal, évêque ;
- Louis Maimbourg (1610-1686), jésuite ;
- Pierre Raffin (1938-2024), évêque émérite de Metz ;
- Henri Stéphane (1907-1985), prêtre ;
- Eugène Tisserant (1884-1972), cardinal et orientaliste ;
- Melchior de la Vallée (15??-1631), chanoine de la collégiale Saint-Georges, condamné au bûcher pour sorcellerie ;
- Louis Verdet (1744-1819), prêtre, député aux États généraux de 1789 ;

### Militaires
- Joseph-Hardouin-Gustave, comte d'Andlau (1824-1892), militaire et homme politique ;
- Philippe Arnold (1933-2011), général ;
- Jean Baradez (1895-1969), colonel d'aviation, pionnier de l'archéologie aérienne ;
- Gustav von Bartenwerffer (10 juin 1872 Nancy - 8 janvier 1947 Berlin), général allemand, actif durant la Seconde Guerre mondiale. Député au Reichstag en 1928.
- Frédéric Auguste de Beurmann (1777-1815), général de la Révolution et de l'Empire ;
- Max-Théodore Cerfberr (1792-1876), militaire et homme politique ;
- Nicolas-François Christophe (1770-1839), général de la Révolution et de l'Empire ;
- Paul Daum (1888-1944), colonel d'aviation, résistant – une rue et un pont de Nancy portent son nom ;
- Antoine Drouot (1774-1847), général de Napoléon, surnommé « le Sage de la Grande Armée » ; il a sa statue par David d'Angers sur le cours Léopold ;
- Charles Joseph Dupont (1863-1935), général ;
- Pierre Victor Alexandre Ficatier (1803-1880), général ;
- Maxime Guerrier de Dumast (1894-1964), général de brigade aérienne ;
- Pierre de Gourcy (1705 ou 1706-1795), général de cavalerie ;
- Charles Louis Dieudonné Grandjean (1768-1828), général de la Révolution et de l'Empire dont le nom est gravé sur l'Arc de triomphe de l'Étoile ;
- Jean-François Henrion-Bertier (1817-1901), général ;
- Joseph Léopold Sigisbert Hugo (1773-1828), général de la Révolution et de l'Empire, père de Victor Hugo ;
- Louis-Joseph Hugo (1777-1853), général d'Empire, oncle de Victor Hugo ;
- Jean Baptiste François Jacqueminot (1781-1861), 2e comte de Ham, militaire et homme politique ;
- Jean-François Jacqueminot (1787-1865), vicomte de Ham, général et homme politique ;
- Paul Kauffer (1870-1941), général ;
- Philippe, baron Christophe de Lamotte-Guéry (1769-1848), général ;
- Charles Antoine Liébault (1771-1811), général de brigade de la Révolution française ;
- Henri de Lorraine-Chaligny (1863-1935), militaire ;
- Hubert Lyautey (1854-1934), maréchal de France ;
- Raoul Aimé Lyautey (1856-1935), frère du précédent. Il suivit la carrière des armes. Élève de l'École de Saint-Cyr puis de l'École de Saumur et de l'École de guerre, il fut officier de cavalerie et acheva sa carrière comme colonel de cuirassiers, après avoir servi dans les chasseurs à cheval et les hussards. Contrairement à son ainé, il effectua une carrière exclusivement métropolitaine dans l'est de la France et n'a participé à sa première et unique campagne qu'en 1914-1919. Il était commandeur de la Légion d'honneur et titulaire de la croix de guerre, de la croix du combattant, de la médaille commémorative de la guerre de 1914 et de la médaille interalliée. Il était domicilié à Nancy. Il était le père de l'écrivain Pierre Lyautey (1893-1976) ;
- Émile Mayer (1851-1938), lieutenant-colonel, théoricien de l'art militaire ;
- Charles Joseph de Nozières d'Envezin de Rosières (1739-1808), général de division de la Révolution française ;
- Jean-Baptiste Léon Olry (1832-1890), vice-amiral ;
- Alexandre Percin (1846-1928), général ;
- Antoine Perrin de Brichambault (1777-1843), maréchal de camp ;
- Philippe Rondot (1936-2017), général ;
- Jean-François de Saint-Lambert (1716-1803), militaire, philosophe, conteur et poète, membre de l'Académie française ;
- Charles Ambroise Thiry (1791-1868), général ;
- François Augustin Thiry (1794-1875), général, sénateur ; la caserne Sainte-Catherine a été renommée en son honneur ;
- Pierre François Viriot (1773 - 1860), colonel qui fut un des protagonistes de l'Affaire Clément de Ris ;
- François Édouard Virlet (1810-1889), militaire ;
- Pierre Weiss (1889-1970), général de corps aérien ;
- Paul Xardel (1854-1933), général, ami d'enfance d'Henri Poincaré.

### Compagnons de la Libération
Nancy (10) est, avec Paris (130), Marseille (20), Brest (14) et Dijon (10), une des cinq villes dans lesquelles sont nés au moins 10 Compagnons de la Libération. Ils sont listés ci-dessous dans l'ordre alphabétique des noms :
- François Boquet (1913-1987)[3], alias Nicolas, résistant, déporté à Buchenwald ;
- Roland Claude (1910-1943), pilote de chasse, mort pour la France le 14 juillet 1943 au large de la Sicile. Une rue de Nancy porte son nom ;
- André Dammann (1901-1951), officier de la 13e DBLE puis du 27e BCA ;
- François Ingold (1894-1980), officier du RMT ;
- François Jacob (1920-2013), médecin-lieutenant de la 2e DB, prix Nobel de médecine en 1965[4];
- René Lemoine (1905-1995), officier du bataillon de Marche n°2 ;
- René Lenoir (1913-1996), capitaine de la 2e DB ;
- René Peeters (1898-1979)[5], alias Duchemin ou Garand, fondateur du réseau Libération-Nord en Lorraine et Franche-Comté ;
- Jean Tulasne (1912-1943), pilote du Normandie-Niémen, mort pour la France le 17 juillet 1943 à Orel[6];
- René Wagner (1907-1999)[7], officier du RMT.

### Politique et syndicalisme

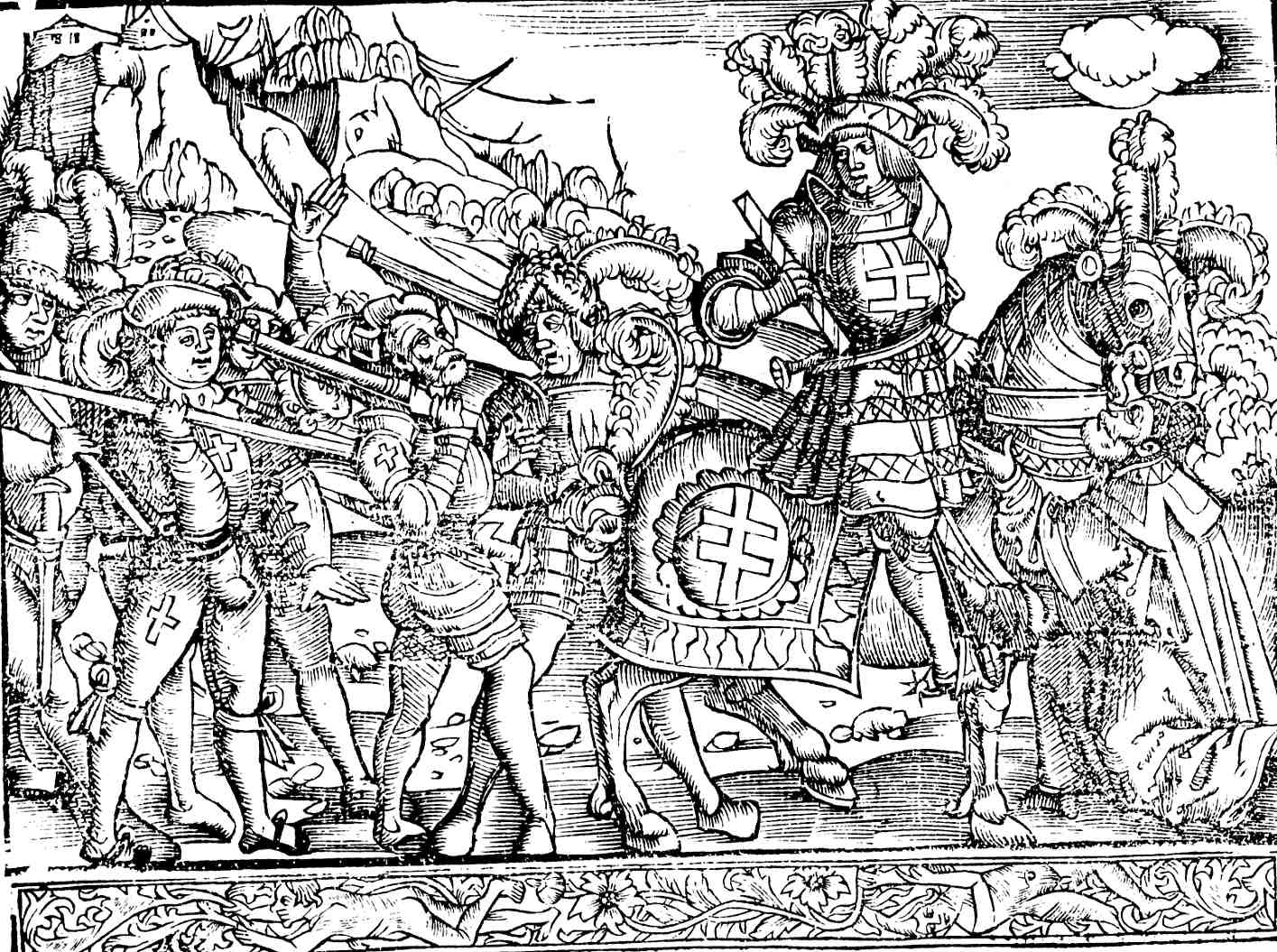
Le duc René II de Lorraine.

- Plusieurs ducs et duchesses de Lorraine, dont :
  - Charles III de Lorraine (1543-1608) ;
  - Charles IV de Lorraine (1604-1675) ;
  - Claude-Françoise de Lorraine (1612-1648) ;
  - François Ier de Lorraine (1517-1545) ;
  - François II de Lorraine (1572-1632) ;
  - François III de Lorraine (1708-1765), qui devint empereur du Saint-Empire sous le nom de François Ier et donna naissance à la famille de Habsbourg-Lorraine ;
  - Henri II de Lorraine (1563-1624) ;
  - Jean II de Lorraine (1425-1470) ;
  - Nicolas de Lorraine (1448-1473) ;
  - Nicole de Lorraine (1608-1657) ;
  - René II de Lorraine (1451-1508), vainqueur de Charles le Téméraire lors de la bataille de Nancy (1477) ;
  - Yolande d'Anjou (1428-1483) ;
- Plusieurs princesses de Lorraine, dont :
  - Christine de Lorraine (1565-1637), grande-duchesse de Toscane ;
  - Élisabeth de Lorraine (1574-1635), duchesse puis électrice de Bavière ;
  - Élisabeth-Charlotte de Lorraine (1700-1711), morte de la variole ;
  - Henriette de Lorraine (1605-1660), princesse de Lixheim et de Phalsbourg ;
  - Marguerite de Lorraine (1615-1672), duchesse d'Orléans ;
  - Renée de Lorraine (1544-1602), duchesse de Bavière ;
- Jean-Claude Bardet (1941), homme politique ;
- Jacques Baudot (1936-2007), homme politique, sénateur ; son nom a été donné à l'esplanade du Conseil départemental de Meurthe-et-Moselle ;
- Charles Berlet (1878-1941), avocat, régionaliste et royaliste ;
- Edmond Berlet (1837-1886), avocat, républicain, député et sénateur ;
- Antoine Bertier (1761-1854), homme politique ;
- Dominique Bilde (1953), femme politique ;
- Auguste Boppe (1862-1921), diplomate et historien ;
- François Borella (1932-2017), juriste et homme politique ;
- François Joseph Boulay de la Meurthe (1799-1880), homme politique ;
- Henri Boulay de La Meurthe (1797-1858), homme d'État ;
- Yaël Braun-Pivet (1970-), femme politique, première femme élue présidente de l'Assemblée nationale ;
- Charlotte Caubel (1972), magistrate et femme politique ;
- Gustave Chapuis (1851-1920), homme politique ;
- Charles Charvet de Blenod (1760-1813), haut fonctionnaire, premier préfet de l'histoire des Pyrénées-Orientales.
- Étienne-François de Choiseul (1719-1785), ministre de Louis XV de 1758 à 1770 ;
- François Chérèque (1956-2017), ancien secrétaire général de la CFDT ;
- Sigisbert Étienne Coster (1734-1825), député français du clergé aux États généraux de 1789.
- Eugène Dieudonné (1884-1944), politicien anarchiste illégaliste membre de la bande à Bonnot ;
- René Dollot (1875-1962), diplomate et écrivain ;
- Antoine Dubois de Riocour (1761-1841), homme politique ;
- Jules Duvaux (1827-1902), homme politique de la IIIe République ;
- Adolphe d'Eichthal (1805-1895), homme d'affaires et homme politique ;
- Adolphe Fourier de Bacourt (1801-1865), diplomate ;
- Michel Goudchaux (1797-1862), banquier, homme politique et ministre de la Deuxième République ;
- Jean Grillon (1875-1924), homme politique ;
- William Jacson (1909-1973), député ;
- Charles-François de Ladoucette (1772-1848), baron de l'Empire, préfet puis député français ;
- Georges La Flize (1798-1880), homme politique ;
- Pierre-Olivier Lapie (1901-1994), homme politique, député de Meurthe-et-Moselle en 1936, résidant à Nancy, conseiller général du canton Nancy-Sud et député en 1945 ;
- François René Mallarmé (1755-1831) député de l'Assemblée législative et de la Convention dont il fut président ;
- Pierre François Marchal (1785-1864), homme politique ;
- Pierre de Margerie (1861-1942), diplomate ;
- Paul Mentré (1935-2020), haut fonctionnaire et homme politique ;
- François Alexandre de Metz (1780-1840), magistrat, député de la Meurthe ;
- Nadine Morano (1963), femme politique ;
- Philippe Morenvillier (1965), homme politique ;
- Jacqueline Nebout (1928-2015), femme politique ;
- Charles de Ravinel (1839-1905), homme politique ;
- Nicolas Régnier (1783-1851), comte de Gronau et de l'Empire, duc de Massa et pair de France ;
- André Rossinot (1939), maire et ministre ;
- André Rousselet (1922-2016), sous-préfet et député ;
- Pierre Dieudonné Louis Saulnier (1767-1838), homme politique ;
- Henri Teitgen (1882-1969), avocat et homme politique ;
- Jacques Thuillier (1928-2011), historien de l'art et collectionneur d'art (donation en 1999 au Musée des beaux-arts de Nancy) ;
- Guy Thuillier (1932-2019), conseiller ministériel sous la Ve République, historien de l'histoire administrative et économique et collectionneur d'art, (donation en 1999 au Musée des beaux-arts de Nancy) ;
- François Mansuy Thiry (1765-1854), député de la Meurthe ;
- François Valentin (1909-1961), docteur en droit, résistant, homme politique ;
- Joseph Vautrain (1818-1881), premier président du conseil municipal de Paris et député de la Seine au début de la Troisième République ;
- Joseph Zangiacomi (1766-1846), député et haut magistrat ;

### Commerce et industrie
- Berr Isaac Berr (1745-1828), propriétaire de la première manufacture de tabac et du domaine de Turique (qui a donné son nom à de la rue de Turique), député des Juifs de Lorraine ;
- Philippe Bouriez (1933-2014), fondateur de Cora ;
- Antoine Chaligny (1580-1651), fondeur ;
- Jean Chaligny (1529-1615), fondeur d'artillerie, père du précédent ; la rue des Chaligny leur est dédiée ;
- Jules Chardot (1864-1938), négociant en boissons (Caves de la Craffe), a fait construire sa maison Cours Léopold par Lucien Weissenburger ;
- Antoine Corbin (1835-1901), fondateur des Magasins réunis place Thiers ;
- Eugène Corbin (1867-1952), directeur des Magasins réunis, mécène du mouvement Art nouveau, dont la maison est devenue le musée de l'École de Nancy ;
- Pierre Couillard (1911-1999), homme d'affaires, président de St Hubert ;
- Charles-Henri Cournault (1876-1963), exploitant agricole promoteur de la mirabelle, sénateur ;
- François Félix Crousse (1840-1925), horticulteur, membre fondateur de la Société centrale d'horticulture de Nancy ; la rue des Bégonias a été construite à la fin du XIXe siècle sur son ancienne exploitation ;
- Léon Daum (1887-1966), polytechnicien ingénieur des mines, entrepreneur et administrateur industriel ;
- Madeleine Didion (1798-1836), fondatrice d'un atelier de broderie, bienfaitrice de la ville ; la rue Didion lui est dédiée ;
- Maurice Palmyre Fould (1883-1966), industriel ;
- René Fould (1875-1961), industriel ;
- André Grandpierre (1894-1972), ingénieur, industriel, ancien président du Centre national du commerce extérieur, créateur de l’Institut de recherches hydrologiques de Vandœuvre ;
- Ferdinand Kauffer (1852-1891), orfèvre bijoutier joaillier, avec atelier et magasin au no 40 rue Saint-Dizier ;
- Alfred Mangeot (1831-1889), facteur de pianos ;
- Édouard Mangeot (1835-1898), facteur de pianos et cocréateur de la revue Le Monde musical ;
- Pierre Mangeot (1808-1862), fondateur de la facture de pianos Mangeot en 1830 ;
- (Edmond) Achille Olry (Nancy 6 octobre 1821-Nancy 26 octobre 1910), drapier ayant légué sa propriété du faubourg Saint-Pierre à la ville pour l'aménager en parc public, baptisé parc Olry ; sa villa du no 192, avenue du Général-Leclerc (1904) a été conçue par Émile André ;
- Marcel Picot (1893-1967), chapelier de Nancy ayant consacré sa fortune à la construction du Stade Marcel-Picot ;
- Adolphe Schneider (1802-1845), maître de forges ;
- Florentin Seillière (1745-1825), banquier à Nancy et industriel ;
- François-Alexandre Seillière (1782-1850), industriel et banquier ;
- Jean-Baptiste Thiéry-Solet (1803-1889, né et mort à Nancy), entrepreneur en bâtiment, bibliophile, lotharingiste, dont les importantes collections ont toutes été léguées à la municipalité ; la rue Jean-Baptiste Thierry-Solet [sic] lui est dédiée ;

### Sciences

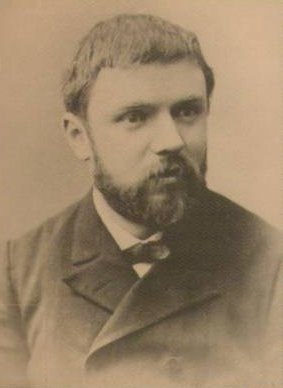
Henri Poincaré, mathématicien.

- Lucien Adam (1833-1918), linguiste ;
- Jean-Claude André (1944-2025), directeur de recherche au CNRS, ancien directeur scientifique de l'INRS, co-inventeur de la stéréolithographie et de l'impression 3D[8] ;
- Henri d'Arbois de Jubainville (1827-1910), historien et paléographe celtologue ;
- Henry Bazin (1829-1917), ingénieur des Ponts et Chaussées spécialisé en hydraulique ; la rue Henri-Bazin lui est dédiée ;
- Jules Beaupré (1859-1921), archéologue, préhistorien et spéléologue ;
- Louis-Émile Bertin (1840-1924), ingénieur général du Génie maritime et créateur de la marine militaire du Japon à l'époque de Meiji ; une rue de Nancy porte son nom ;
- François Bizot (1940), anthropologue ;
- René Blondlot (1849-1930), auteur d'une des plus grandes erreurs du XXe siècle en physique expérimentale avec les rayons N mais qui a réalisé d'autres travaux scientifiques réputés ;
- Gérald Bronner (1969), sociologue ;
- Henri Cartan (1904-2008), mathématicien ;
- Bruno Condé (1920-2004), zoologiste et spéléologue, fondateur de l’aquarium tropical de Nancy, président fondateur de l'Union spéléologique de l'agglomération nancéienne ;
- Marion Créhange (1937-2022), pionnière de l'informatique, professeure émérite des universités ;
- Lucien Daubrée (1844-1921), ingénieur forestier, directeur de l'École des Eaux et Forêts ;
- Georges Delahache (1872-1929), homme de lettres, historien et archiviste
- Gérard Paul Deshayes (1795-1875), conchyliologue ;
- Auguste Digot (1815-1864), historien de la Lorraine, docteur en droit ; le passage Digot porte son nom ;
- Étienne Drioton (1889-1961), égyptologue français ;
- Élisabeth Du Réau (1937-2021), professeure d'histoire contemporaine ;
- Jonas Ennery (1801-1863), lexicographe, géographe, enseignant, écrivain et député, frère de Marchand Ennery ;
- Lucien Febvre (1878-1956), historien moderniste ;
- Edmond Friedel (1895-1972), géologue ;
- André Gérardin (1879-1953), mathématicien ;
- Joseph Diez Gergonne (1771-1859), mathématicien et professeur d'astronomie ;
- Conrad de Gourcy (1790-1869), agronome ;
- Émile Grosjean-Maupin (1863-1933), fils d'un libraire de la rue Héré, professeur des lycées, espérantiste ;
- Charles Guépratte (1777-1857), mathématicien et astronome ;
- André Guinier (1911-2000), créateur du Laboratoire de physique des solides ;
- Camille Gutton (1872-1963), physicien ;
- Pierre-François Hugues d'Hancarville (1719-1805), historien de l'art et écrivain ;
- Louis Harmand (1906-1974), historien ;
- Pierre François Henry (1759-1833), historien et traducteur de récits de voyages ;
- Gustave Hermite (1863-1914), aéronaute, inventeur du ballon-sonde ;
- Émile Larcher (1869-1918), professeur de droit et avocat ;
- Arthur Lévy (1847-1931), historien ;
- Jean L'Hoste (c.1586-1631), professeur de droit, mathématicien et ingénieur militaire ;
- Jean-Jacques Lionnois (1730-1806), érudit, prêtre, historien de Nancy et de la Lorraine ;
- Valérie Masson-Delmotte (1971), paléoclimatologue ;
- André Missenard (1901-1989), physicien, ingénieur thermicien et climaticien ;
- Claire Mohant (1851-1919), botaniste ;
- Charles-Louis Mollevaut (1778-1814), fils d'Étienne Mollevaut, professeur de rhétorique à Nancy, Metz et Paris, traducteur ;
- Charles Mortet (1852-1927), professeur de bibliographie ;
- Victor Mortet (1855-1914), frère du précédent, archiviste paléographe et bibliothécaire ;
- François Dominique de Mory d'Elvange (1738-1794), numismate et historien ;
- René Nicklès (1859-1917), créateur de l'École nationale supérieure de géologie, fils de Jérôme Nicklès (1820-1869), professeur de chimie à la Faculté des sciences (la rue des Nicklès à Nancy leur est dédiée) ;
- Gérard Noiriel (1950), historien ;
- François-Georges Pariset (1904-1980), historien de l'art, notamment de l'art lorrain ;
- André Pératé (1862-1947), historien de l'art ;
- Paul Petit (1862-1936), fondateur en 1892 de l'École de brasserie et de malterie de Nancy et en 1919 de l'École nationale supérieure des Mines de Nancy[9] ;
- Marcel Georges Charles Petitmengin (1881-1908), botaniste ;
- Henri Poincaré (1854-1912), mathématicien et physicien ;
- Victor Poirel (1804-1881), ingénieur, dont un legs a permis la construction de l'ensemble Poirel ;
- Othon Riemann (1853-1891), philologue et archéologue ;
- Pierre Roussel (1881-1945), épigraphiste et historien ;
- Raymond Albert Alfred Schnell (1913-1999), botaniste ;
- Édouard Sommer (1822-1866), philologue et lexicographe ;
- Hubert-Félix Soyer-Willemet (1791-1867), pharmacien, botaniste, bibliothécaire et historien ;
- Gérald Tenenbaum (1952), mathématicien ;
- Andrée Tétry (1907-1992), biologiste et zoologiste ;
- Jean Thiry (1899-1980), historien ;
- Michel Waldschmidt (1946), mathématicien ;
- René Zeiller (1847-1915), paléobotaniste ;

### Médecine
- Paul Ancel (1873-1961), professeur à la Faculté, pionnier de l'endocrinologie sexuelle avec Pol Bouin ;
- Robert Aron-Brunetière (1915-1994), dermatologue, fils de Max Aron, résistant sous le nom de « Brunetière » ;
- Étienne Ancelon (1806-1886), médecin, député de Meurthe-et-Moselle en 1871 ;
- Jacques Benoit (1896-1982), médecin biologiste, pionnier de la neuroendocrinologie ;
- Hubert Benoit (1904-1992), médecin connu pour ses écrits sur le bouddhisme zen ;
- Henry-Marie Boucher (1857-1934), médecin militaire ;
- Michel Boulangé (1929-2025), professeur émérite à la Faculté de médecine de Nancy ;
- Jacques Bréhant (1907-2000), chirurgien, professeur et doyen de faculté ;
- Paul Brocchi (1838-1898), médecin et naturaliste ;
- Claude Huriet (1930-2024), professeur de médecine, sénateur co-rapporteur de la loi Huriet ;
- François Jacob (1920-2013), biologiste, prix Nobel de médecine en 1965 ;
- Paul Jacques (1869-1965), oto-rhino-laryngologiste, professeur à la Faculté, créateur du service hospitalier d'ORL ;
- Dominique La Flize (1736-1783, né et mort à Nancy, grand-père de Georges La Flize), professeur royal président du Collège de chirurgie de Nancy, à qui la rue La Flize est dédiée ;
- Alain Larcan (1931-2012), professeur de médecine, pionnier de la médecine d'urgence et de la réanimation médicale ;
- Charles Le Pois (1563-1633), professeur à la Faculté de médecine de Pont-à-Mousson ;
- François Leuret (1797-1851), aliéniste et anatomiste ;
- Émile Malespine (1892-1952), neuropsychiatre, artiste éditeur avant-gardiste à Lyon ;
- Jacques Parisot (1882-1967), médecin initiateur de l'action sanitaire et sociale moderne ;
- Maurice Perrin (1875-1956), professeur à la Faculté de médecine, fondateur de la Société d’hydrologie et de climatologie de Nancy et de l’Est ;
- Léon Poincaré (1828-1892), professeur à la Faculté de médecine ;
- François Rémy (1932-2015), médecin ;
- Léopold Turck (1797-1887), médecin ;
- Henri Victor Vallois (1889-1981), professeur d'anatomie, connu surtout pour ses travaux en anthropologie ;
- Paul Vidart (1817-1873), pionnier de l'hydrothérapie ;
- François-Xavier Moronval, médecin et YouTubeur

### Arts

#### Architecture
- Charles André (1841-1928), architecte, père d'Émile André ;
- Émile André (1871-1933), architecte ;
- Jacques André (1904-1985), architecte ;
- Michel André (1905-1975), ingénieur dans le cabinet d’architecture André ;
- Lucien Bentz (1866-après 1933), architecte Art nouveau ;
- Georges Biet (1869-1955), architecte de style Art nouveau ;
- François Eugène Bourdet (1874-1952), céramiste d'architecture Art nouveau et Art déco ;
- Charles-Désiré Bourgon (1855-1915), architecte de l'École de Nancy ;
- Jean Bourgon (1895-1959), architecte et urbaniste ;
- Léon Cayotte (1875-1946), architecte de la Villa Fruhinsholz sise dans le Parc de Saurupt ;
- Fernand César (1879-1969), architecte de plusieurs maisons et édifices Art déco à Nancy et en Lorraine ;
- Paul Charbonnier (1865-1953), architecte membre de l'École de Nancy ;
- Charles-François Chatelain (1802-1873), architecte, notamment de la gare de Nancy-Ville ;
- Jules Criqui (1883-1951), architecte ;
- Ferdinand Genay (1846-1909), architecte ;
- Léopold Hardy (1829-1894), architecte diocésain de 1873 à 1879, architecte de l'église Saint-Joseph de Nancy ;
- Emmanuel Héré (1705-1763), architecte du duc Stanislas ;
- Jean-Nicolas Jennesson (1686-1755), architecte ; une rue de Nancy porte son nom ;
- Louis Marchal (1871-1954), architecte Art nouveau associé à Émile Toussaint pour la Chambre de commerce et d'industrie de Meurthe-et-Moselle rue Henri-Poincaré ;
- Alexandre Mienville (1876-1959), architecte de l'Excelsior avec Lucien Weissenburger – une salle de l'Hôtel de Ville porte son nom ;
- Claude Mique (1714-1796), architecte de Stanislas Leszczynski ;
- Richard Mique (1728-1794) architecte, notamment connu pour avoir réalisé le hameau de la Reine à Versailles ;
- Prosper Morey (1805-1886), architecte ;
- Augustin-Charles Piroux (1749-1805), architecte de la synagogue de Nancy, père de Joseph Piroux ;
- Claude Prouvé (1929-2012), architecte ;
- Henri Prouvé (1915-2012), architecte ;
- Émile Toussaint (1872-1914), architecte de l'Art nouveau, associé à Louis Marchal pour la Chambre de commerce et d'industrie de Meurthe-et-Moselle rue Henri-Poincaré ;
- Lucien Weissenburger (1860-1929), architecte Art nouveau de l’École de Nancy dont la maison est située boulevard Charles-V ;

#### Beaux-arts
- François-Gaspard-Balthazar Adam (1710-1761), sculpteur ;
- Jacob Sigisbert Adam (1670-1747), sculpteur, réalisateur de la façade de la Maison des Adam, no 57 rue des Dominicains (1718) ;
- Lambert Sigisbert Adam (1700-1759), sculpteur ; la rue Sigisbert-Adam lui est dédiée ;
- Nicolas Sébastien Adam (1705-1778), sculpteur ;
- Charlotte Alix (1897-1987), peintre, illustratrice, décoratrice d'intérieur et designeuse ;
- Jean Auscher (1896-1985), peintre de portraits, graveur et illustrateur ;
- Émile Just Bachelet (1892-1981), sculpteur et céramiste ;
- César Bagard (1620-1707), sculpteur, dont le nom reste connu par ses objets dits « bois de Bagard » recherchés des collectionneurs, et par la rue qui lui est dédiée ;
- Marguerite Barco (1882-1965), peintre ;
- Thierry Bellangé (1594-1638), peintre ;
- Delphine Bernard (1825-1864), peintre ;
- Henry Blahay (1869-1941), peintre de l'École de Nancy ;
- Bernadette Bour (1939), artiste plasticienne ;
- André Boursier-Mougenot (1892-1971), peintre et illustrateur figuratif, membre du Comité Nancy-Paris, père d'Ernest Boursier-Mougenot ;
- Ernest Boursier-Mougenot (1933-2013), fils du précédent, artiste verrier et sculpteur, père de l'artiste plasticien Céleste Boursier-Mougenot ;
- Jacques Callot (1592-1635), dessinateur et graveur. Il a vu le jour au 33 Grande-Rue à Nancy, dans la maison qui se dresse à l'angle de la rue Callot ;
- Claude Charles (1661-1747), peintre ;
- Jean-François Chevalier (1946), graveur et sculpteur ;
- Georges Clère (1829-1895), sculpteur ;
- Clodion (1738-1814), sculpteur, ayant notamment réalisé les bas-reliefs de sa maison-atelier no 22 rue Saint-Dizier. Une rue lui est dédiée ;
- Paul Colin (1892-1985), affichiste ;
- François Collignon (1609-1687), graveur ;
- Yves-Dominique Collin (1753-1792), graveur et peintre ;
- Jeanne Contal (1866-1941), peintre miniaturiste ;
- Paul Daum (1888-1944), artiste verrier ;
- Charles Dauphin (c.1615/1620-1677), peintre ;
- Claude Déruet (1588-1660), peintre, professeur de Claude Gellée ; il a une rue à Nancy ;
- Auguste Desch (1877-1924), peintre ;
- Madeleine Deville (1880-1953), artiste en arts décoratifs de l'École de Nancy ;
- Paul Doll (1894-1969), peintre, illustrateur, affichiste. L'Est illustré, Ligne Maginot, divers livres, musée de Vaucouleurs ;
- Joseph Ducreux (1735-1802), portraitiste, pastelliste, miniaturiste et graveur lorrain, célèbre pour son autoportrait Moqueur ;
- Léonie Dusseuil (1839-1912), peintre ;
- Louis Stanislas Faivre-Duffer (1818-1897), peintre ;
- Adèle Ferrand (1817-1848), peintre et dessinatrice ;
- Alfred Finot (1876-1947), sculpteur ;
- Georges Folmer (1895-1977), peintre et sculpteur ;
- Jean-Charles François (1717-1769), graveur ;
- Charles Fridrich (1876-1952), décorateur membre de l'École de Nancy ;
- Émile Gallé (1846-1904), céramiste-verrier ;
- Eugène Gatelet (1874-1932), sculpteur ;
- Émile Gebhart (1839-1908), historien d'art, Académicien en 1904 ;
- Joseph Gilles dit Provençal (1679-1749), peintre ; la rue Provençal lui est dédiée ;
- Louise de Goussaincourt de Gauvain (1849-1931), peintre ;
- Claude Goutin (1930-2018), sculpteur ;
- Grandville (1803-1847) illustrateur, notamment des Fables de La Fontaine ;
- Francis Gruber (1912-1948), peintre ;
- Jean-Jacques Gruber (1904-1988), maître-verrier, vitrailliste ;
- Henri Guingot (1897-1952), sculpteur ;
- Jean Hardy (1653-1737), sculpteur ;
- Israël Henriet (1590-1661), graveur ;
- Édouard Henry-Baudot (1871-1952), peintre (notamment animalier), graveur, affichiste ;
- Charles Herbel (1656-1702), peintre ;
- Victor Huel (1844-1923), statuaire ; une allée en impasse  proche du cimetière de Préville où il est enterré lui est dédiée ;
- Charles-Alexis Huin (1735-1796), peintre ;
- Jean-Baptiste Isabey (1767-1855), peintre ; son nom est donné à la rue Isabey ;
- Claude Jacquart (1686-1736), peintre ; la rue Jacquard lui est dédiée ;
- Georges Jacquot (1794-1874), sculpteur ;
- André Kauffer (1867-1937), orfèvre joaillier, membre de l'École de Nancy, avec atelier et magasin au no 40 rue Saint-Dizier ;
- André Kauffer (1893-1977), peintre ;
- Eska Kayser (1936), peintre ;
- Charles de Lalaisse (1811-1892), graveur, dessinateur et illustrateur ;
- François Hippolyte Lalaisse (1810-1884), peintre et illustrateur ;
- Georges Lallemant (c.1575-1636), peintre ;
- Albert Larteau  (1870-1949), peintre ;
- Sébastien Laurent (1887-1973), peintre ;
- Jean Le Clerc (1586-1633), peintre ;
- Henri-Léopold Lévy (1840-1904), peintre ;
- Jacques Majorelle (1886-1962), peintre ;
- Françoise Malaprade (1934), peintre ;
- Camille Martin (1861-1898), peintre, illustrateur, affichiste, relieur ;
- Roger Marx (1859-1913), critique d'art ;
- Charles Mellin (c.1597-1649), peintre, graveur et dessinateur ;
- Aimé Morot (1850-1913), peintre ;
- Joseph Mougin (1876-1961), céramiste, frère de Pierre Mougin (les frères Mougin, fils de Xavier Mougin) ;
- Édouard Moyse (1827-1908), peintre ;
- Charles-François Nivard (1739-1821), peintre ;
- Jules Noël (1810-1881), peintre ;
- Gé Pellini (1966), sculpteur ;
- Alexis-Nicolas Pérignon (1726-1782), peintre ;
- Simone Pheulpin (1941), sculptrice sur textile ;
- Simone Prouvé (1931), artiste textile ;
- Victor Prouvé (1858-1943), artiste aux multiples talents de l'École de Nancy ;
- Amélie Roussel (1820-1886), portraitiste ;
- Henri Royer (1869-1938), peintre ;
- Ferdinand de Saint-Urbain (1654 ou 1658-1738), dessinateur, graveur, médailler et architecte ; son  buste est érigé place Vaudémont ;
- Charles Sellier (1830-1882), peintre ; son nom est donné à la rue Sellier, et son buste est dans le parc de la Pépinière ;
- François Senémont (1720-1782), peintre ;
- Israël Silvestre (1621-1691), dessinateur et graveur ; une rue porte son nom et son  buste est érigé place Vaudémont ;
- Jean-Baptiste Singry (1782-1824), miniaturiste ;
- Claude Spierre (1642-1681), peintre ;
- François Spierre (1639-1681), frère du précédent, graveur ;
- Marie-Pierre Thiébaut (1933-2010), sculptrice et plasticienne ;
- André Vahl (1913-1983), graveur, professeur à l'école des Beaux-arts ;
- Jules Voirin (1835-1898), peintre ;
- Léon Voirin (1835-1887), frère jumeau du précédent, peintre ; la rue des Frères Voirin leur est dédiée ;
- Jacques Christophe Werner (de) (1798-1856), peintre d'histoire naturelle ;
- Rose Wild (1872-1904), artiste de l'École de Nancy ;
- Xavier Willemin (1763-1833), graveur et antiquaire ;
- Léopold Wolff (1863-1924), sculpteur et ornemaniste de style Art nouveau ;

#### Photographie
- Daniel Denise (1955), photographe plasticien ;
- Julien Gérardin (1860-1924), photographe autochromiste ;
- Roger Schall (1904-1995), photographe de mode ;

#### Bande dessinée, dessin de presse et dessin d'humour
- Erik Arnoux (1956), bédéaste ;
- Vincent Bailly (1967), dessinateur ;
- Éric Chabbert (1966), dessinateur ;
- Claude Dubois (1934-2022), dessinateur de BD (Sylvain et Sylvette, Fripounet) ;
- Jochen Gerner (1970), dessinateur ;
- Valérie Mangin (1973), scénariste ;
- Laureline Mattiussi (1978), bédéaste ;
- Lefred-Thouron (1961), dessinateur ;
- Paul Rémy (1897-1981), dessinateur d’humour et caricaturiste, artiste-peintre ;
- Zoé Thouron (1989), dessinatrice ;

#### Arts du spectacle

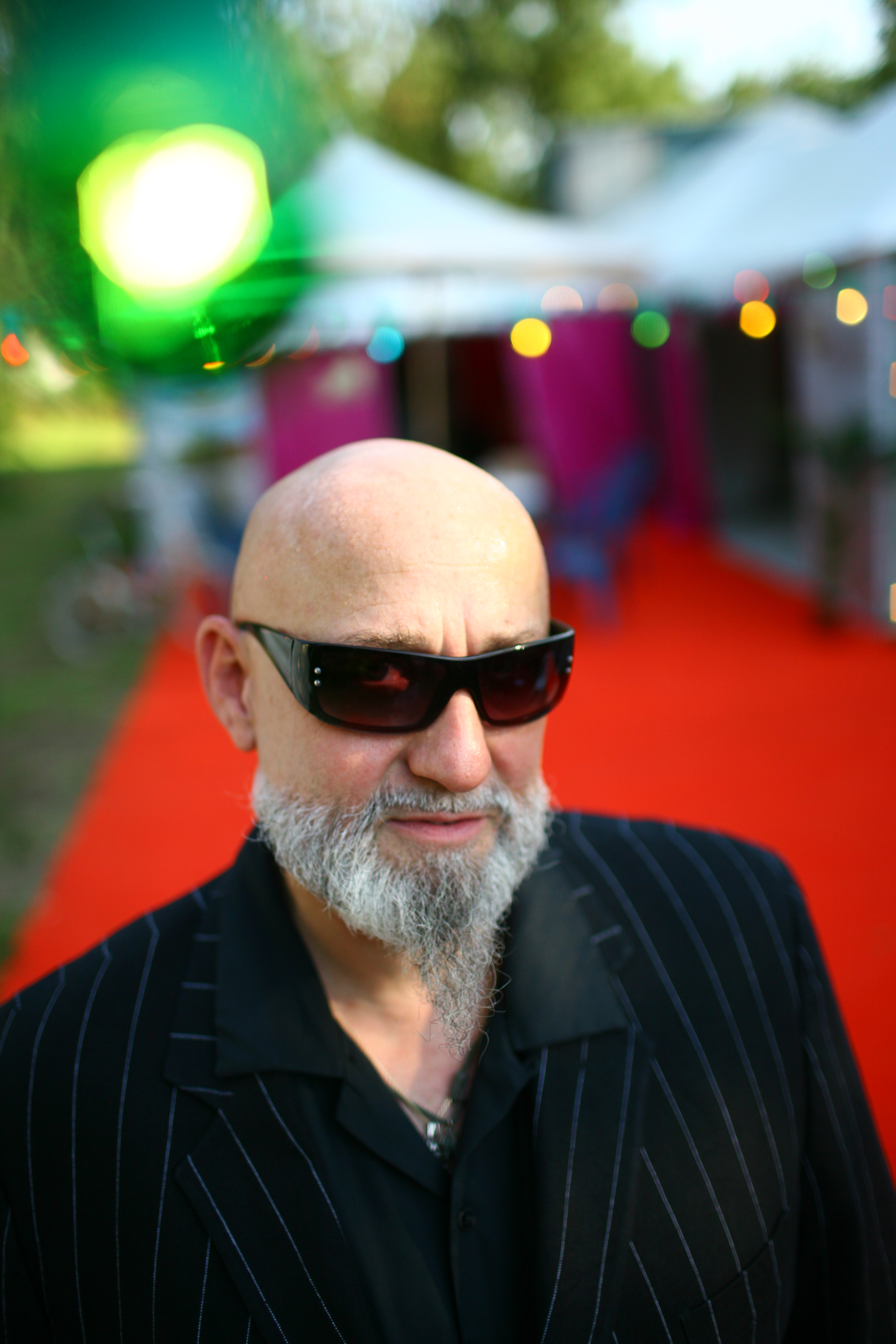
Charlélie Couture.

- Louis Auguin (1874-1952), compositeur de chansons ;
- Najoua Belyzel (1981), chanteuse ;
- Laura Cahen (1990), auteure-compositrice-interprète ;
- Houcine Camara (1980-), chanteur et compositeur, finaliste de la saison 2 de la Star Academy ;
- Alphonse-Théodore Cerfberr (1791-1859), auteur dramatique ;
- Daniel Chenevez (1959), auteur, compositeur et interprète du groupe Niagara ;
- George Chepfer (1870-1945), chansonnier et humoriste ;
- Charlélie Couture (1956), artiste pluri-disciplinaire ;
- Michel Didym (1958), comédien, metteur en scène, directeur du CDN Nancy Lorraine ;
- Ida Ferrier (1811-1859), dite Mademoiselle Ida, née Marguerite-Joséphine Calais (légitimée Ferrand), actrice, maîtresse puis épouse (1840-1844) d'Alexandre Dumas ;
- Lionel Florence (1958), parolier, peintre et photographe ;
- Damien Fontaine (1975), metteur en scène et scénographe de spectacles son et lumière ;
- Pierre Gardel (1758-1840), danseur, maître de ballet et chorégraphe ;
- Olivier Gérard (1973), dit « oLi dE SaT », guitariste et compositeur du groupe français Indochine ;
- Charles Gesmar (1900-1928), costumier, affichiste, dessinateur ;
- Antoine Gindt (1961), metteur en scène ;
- Bernard Haillant (1944-2002), chanteur auteur-compositeur-interprète ;
- François-Benoît Hoffmann (1760-1828), auteur dramatique, librettiste et critique ;
- Kikesa (1993), rappeur ;
- Marcelle Lender (1861-1926), actrice de théâtre et chanteuse ;
- Marie (1949-1990), chanteuse ;
- Tom Novembre (1959), chanteur et acteur français (frère de CharlÉlie Couture) ;
- Charles Palissot de Montenoy (1730-1814), dramaturge ; la rue Palissot lui est dédiée ;
- René-Charles Guilbert de Pixerécourt (1773-1844), auteur dramatique, directeur de théâtres parisiens et bibliophile (un des fondateurs de la Société des bibliophiles français) ;
- Julien Henry Plattard (1864-1942), auteur de vaudevilles et d'opérettes sous le nom de Harry Blount ;
- Rigolboche (Amélie Marguerite Badel), (1842-1920), danseuse de cancan ;
- Catherine Sauvage (1929-1998), chanteuse et comédienne ;
- Frédérick Sigrist (1977), humoriste ;
- Joseph Uriot (1713-1788), acteur de théâtre, franc-maçon ;
- Mademoiselle Valmonzey (1798-1835), actrice ;
- Vérino (1982), humoriste ;
- Julia Vidit (1978), comédienne, metteuse en scène, directrice du théâtre de la Manufacture - CDN Nancy-Lorraine depuis 2021 ;
- Charles Voirin, dit Varin (1798-1869), dramaturge ;

#### Cinéma
- Julie Arnold (1955), actrice de cinéma, TV et théâtre ;
- Pascal Baeumler (1954), réalisateur, romancier ;
- Marc Barbé (1961), acteur ;
- Madeleine Barbulée (1910-2001), actrice de cinéma, TV et théâtre ;
- Denise Bailly (1912-2000), actrice ;
- Jacques Bézard (1930-2004), acteur ;
- André Carnège (1890-1969), acteur ;
- Madeleine Cheminat (1908-2008), actrice de cinéma, TV et théâtre ;
- Claudine Coster (1939), actrice de cinéma, TV et théâtre ;
- Marc de Jonge (1949-1996), acteur ;
- Pierre Deladonchamps (1978), acteur ;
- Virginie Despentes (1969), réalisatrice de Baise-moi et Bye Bye Blondie adaptés de ses romans (voir Littérature) ;
- William Flageollet (1945-2019), ingénieur du son ;
- Michel Gérard (1933), réalisateur ;
- Gisèle Grandpré (1912-2002), actrice ;
- André Heinrich (1923-2014), cinéaste ;
- Clément Hurel (1827-2008), affichiste de cinéma ;
- Hervé Icovic (1953), acteur et directeur artistique de doublage ;
- Jérôme Kircher (1964), acteur ;
- Valérie Lang (1966-2013), actrice de cinéma, TV et théâtre. Elle est la fille cadette de l'ancien ministre de la Culture Jack Lang ;
- Pierre Laurent (1956), comédien de doublage français ;
- Pierre Lévy-Corti (1910-1975), scénariste et producteur ;
- Georges Marchal (1920-1997), acteur de cinéma, TV et théâtre ;
- René Marjac (1908-1993), acteur ;
- Rosita Marstini (1887-1948), actrice ;
- Albert Michel (1909-1981), acteur de cinéma, TV et théâtre ;
- Véronique Moest (1964-1996), actrice de cinéma et de TV ;
- Yvan Noé (1895-1963), cinéaste et dramaturge ;
- Chick Ortega (1961), comédien ;
- Nicolas Philibert (1951), réalisateur ;
- Marie-Hélène Rebois, réalisatrice de films de danse ;
- Christophe Reymond (1968), acteur de cinéma et TV, comédien et metteur en scène de théâtre ;
- Bruno Ricci, comédien ;
- Romain Rondeau (1961), acteur ;
- Bernard Rousselet (1935-2021), acteur ;
- Marie-Bénédicte Roy (1958), actrice de cinéma, TV et théâtre ;
- Georges Sadoul (1904-1967), historien du cinéma ;
- Georges Vinter (1879-1945), acteur et réalisateur du muet ;

#### Composition et interprétation musicales
- Charles Baudiot (1773-1849), violoncelliste et compositeur ;
- Jean Cartan (1906-1932), compositeur ;
- Joseph-Auguste Charlot (1827-1971), compositeur et chef de chant ;
- Annick Chartreux (1942-), compositrice et pédagogue ;
- Gérard Condé (1947), compositeur, musicologue, musicographe et critique musical ;
- Julien Copeaux (1972-2003), compositeur ;
- Charles Dalmorès (1871-1939), artiste lyrique (ténor) ;
- Éléonore Darmon (1986), violoniste ;
- Ernest David (1824-1886), musicologue ;
- Romain Descharmes (1980-), pianiste ;
- Pascal Dusapin (1955-), compositeur ;
- Guy Fallot (1927-2018), violoncelliste et professeur ;
- Alexis de Garaudé (1779-1852), compositeur, éditeur de musique et professeur de chant à Paris ;
- Eugène Gigout (1844-1925), compositeur et organiste ;
- Gérard Hekking (1879-1942), violoncelliste, soliste de l'orchestre du Concertgebouw d'Amsterdam, professeur au Conservatoire de Paris ;
- Jacques Lamy (1910-1980), pianiste, compositeur et organiste ;
- Josef Rudolf Lewy (de) (1802-1881), corniste et compositeur ;
- Auguste Mangeot (1873-1942), pianiste, critique musical, cofondateur de l'École normale de musique de Paris ;
- Jules-Marie Laure Maugüé (1869-1953), compositeur et violoniste ;
- Étienne Meyer (1976), chef d'orchestre et de chœur ;
- Christian Ott (1968), organiste ;
- Bruno Peltre (1970), pianiste ;
- Pierre Schaeffer (1910-1995), ingénieur, compositeur et inventeur de la musique concrète ;
- Gaston Stoltz (1890-1976), professeur de musique, chef du Grand orchestre du lycée Henri-Poincaré ;
- Pierrequin de Thérache (en) (c.1465/70-c.1526/28), compositeur ;
- Pierre Thilloy (1970), compositeur ;
- Louis-Claude Thirion (1935-2024), pianiste ;
- Johann Vexo (1978), organiste ;
- Line Zilgien (1906-1954), organiste ;

#### Littérature
- Lilyane Beauquel (1953), écrivaine ;
- Georges-Marie Bernanose (1898-1974), dramaturge et écrivain ;
- Stanislas de Boufflers (1738-1815), écrivain et poète ; l'avenue de Boufflers lui est dédiée ;
- Martine Broda (1947-2009), poétesse ;
- François-Antoine Chevrier (1721-1762), avocat, écrivain libertin, pamphlétaire, libelliste, gazetier, auteur dramatique ;
- Nathalie Choux (1967), auteure et illustratrice de littérature jeunesse ;
- Jean-Marie Cuny (1942), écrivain régionaliste, fondateur de La Revue lorraine populaire, puis de La Nouvelle Revue lorraine ;
- Charles Demange (1884-1909), écrivain ;
- Virginie Despentes (1969), écrivaine, faisant allusion à sa ville natale et à ses alentours dans les livres Teen Spirit et Bye Bye Blondie ;
- Jean-Marie Drot (1929-2015), écrivain et documentariste ;
- Arnaud Dudek (1979), écrivain ;
- Gustave d'Eichthal (1804-1886), écrivain, penseur saint-simonien ;
- Claude Esil (1885-1986), écrivaine et historienne ;
- Élise Fontenaille (1969), écrivaine ;
- Jocelyne François (1933), écrivaine et poète ;
- Marie-Thérèse Gadala (1881-1970), écrivaine ;
- Jean Galli de Bibiena (1709-1779), écrivain ;
- Xavier Galmiche (1963), écrivain et spécialiste de la littérature tchèque ;
- Pierre Gastinel (1898-1943), homme de lettres ;
- Hélène Gestern (1971), écrivaine ;
- Edmond de Goncourt (1822-1896), auteur, fondateur de l'Académie Goncourt. Une plaque en son hommage est visible au-dessus de la porte d'entrée du 33 rue des Carmes à Nancy, la maison dans laquelle il est né ;
- Françoise de Graffigny (1695-1758), femme de lettres, auteure des Lettres d'une Péruvienne, dont la demeure est maintenant connue comme le château de Madame de Graffigny ;
- Élisabeth de Gramont (1875-1954), femme de lettres ;
- Gyp (1849-1932), dramaturge et romancière. Elle est la fille de la femme de lettres Marie Le Harivel de Gonneville. Au niveau du n°8 place de la Carrière à Nancy, apposée sur la façade de l'immeuble, une plaque rappelle que toutes les deux y ont vécu de 1852 à 1869 ;
- Vincent Hauuy (1975), auteur de romans policiers ;
- Mathias Hémardinquer (1822-1875), homme de lettres et enseignant ;
- Émile Hinzelin (1857-1937), écrivain et journaliste ;
- Nathalie Hug (1970), écrivaine ;
- Eugène Hugo (1800-1837), écrivain, frère de Victor Hugo ;
- Thérèse-Adèle Husson  (1803-1831), femme de lettres aveugle ;
- Matthieu Jung (1970), écrivain ;
- Marie Le Harivel de Gonneville (1827-1914), femme de lettres ;
- Maurice Martin du Gard (1896-1970), écrivain et journaliste littéraire ;
- Jean-Louis Michon (1924-2013), traducteur et auteur d'ouvrages sur les philosophies, les religions et l'ésotérisme ;
- Roger Munier (1923-2010), écrivain, traducteur et critique ;
- Hélène Parmelin (1915-1998), romancière, essayiste et journaliste politique, sœur d'Olga Wormser ;
- Pierre Pével (1968), écrivain de fantasy et de science-fiction ;
- Michel Picard (1931), écrivain ;
- Eugène Albert Puyou de Pouvourville (1861-1939), écrivain ésotériste sous le nom de Matgioï ;
- Françoise Rachmühl (1931), écrivaine ;
- Jules Rais (1872-1943), écrivain et critique d'art ;
- Éric Reinhardt (1965-), écrivain et romancier ;
- Raymond Schwab (1884-1956), écrivain et haut fonctionnaire ;
- Philippine de Sivry (1775-1851), épouse Vannoz, femme de lettres, domiciliée  no 5 rue du Manège ; la rue Madame de Vannoz lui est dédiée, tandis que la rue Pierre-de-Sivry (ancien nom : rue de Sivry) porte le nom de son père ;
- André Spire (1868-1966), poète et écrivain ;
- Marcel Toussaint-Collignon (1882-1916), poète, professeur de lettres ;
- Bernard Vargaftig (1934-2012), poète ;
- Blanche Vogt (1887-1967), écrivaine et journaliste féministe ;
- Élise Voïart (1786-1866), écrivaine ;
- Olga Wormser (1912-2002), historienne de la Seconde Guerre mondiale, biographe, sœur d'Hélène Parmelin.

### Média
- Jérôme Anthony (1968-), animateur de télévision ;
- Monsieur Champagne (1898-1971), animateur de radio ;
- Sébastian Danchin (1957), producteur de radio, directeur artistique, historien de la musique afro-américaine ;
- Gisèle d'Estoc (1845-1894), journaliste et féministe sous les pseudonymes de Gyzèle, Gyz-El, D'Estoc et G. d'Estoc, sculptrice sous son vrai nom de Marie-Paule Alice Courbe ou Madame Desbarres ;
- JP Géné (1949-2017), journaliste, critique gastronomique ;
- Émile Goutière-Vernolle (1855-1927), journaliste, fondateur associé de l'École de Nancy ;
- Michel Hommell (1944), patron de presse ;
- Thomas Isle (1981-), animateur de télévision ;
- Jacques Krier (1927-2008), réalisateur TV ;
- Karine Le Marchand (1968), animatrice de télévision ;
- Sophie Loubière (1966), journaliste, productrice, écrivaine, spécialiste de musique de film ;
- Jean-Michel Maire (1961), journaliste de presse et de la télévision ;
- Jean Quatremer (1957), journaliste ;
- Alexandra Schwartzbrod (1960), journaliste et romancière ;
- Pierre-Luc Séguillon (1940), journaliste de télévision, de presse écrite et de radio ;
- Claude Vautrin (1952), journaliste et écrivain.

### Sport
- Claude Carliez (1925-2015), maître d'armes et cascadeur ;
- Françoise Géminel (1946-1981), vice-championne du monde de voltige aérienne ;
- Roger Grégoire (1903-1982), coureur cycliste ;
- Séverine Hansen (1981), championne cycliste ;
- Claude Heim (1912-2002), athlète ;
- Valérie Hénin (1967-), boxeuse et taekwondoïste ;
- Maurice Jacquet (1905-1976), speaker sportif ;
- Philippe Jeannol (1958), footballeur ;
- Arnaud Josserand (1963), joueur et entraîneur  de volley-ball ;
- Pol Konsler (1913-2007), tireur sportif ;
- René Lemoine (1905-1995), escrimeur ;
- Fabienne Locuty (1968), lanceuse de poids ;
- Anne-Sophie Mathis (1977), la championne de boxe dombasloise a remporté les couronnes européenne EBU (2005) et mondiale WBA (2006) des poids super-légers ;
- Anissa Meksen (1988), boxeuse ;
- Christian Moench (1904-1938), entrepreneur (Alsa) et aviateur célèbre, président de l'aéroclub de l'Est, disparu en mer en Irak ;
- Marion Poitevin (1985 - ), alpiniste ;
- Sébastien Renouard (1984), footballeur du FC Metz ;
- Olivier Rouyer (1955), footballeur international français ;
- Marie-Hélène Sajka (1997), handballeuse ;
- Jean-Louis Schlesser (1948), vainqueur du Rallye Dakar en 1999 et en 2000 ;
- Pascal Thiébaut (1959), athlète, champion de France du 1 500 mètres, recordman de France du 5 000 mètres ;
- José Touré (1961), footballeur ;
- Magda Wiet-Hénin (1995), taekwondoïste.

## Autres personnalités liées à Nancy
- Frédéric Anton (1964-), chef cuisinier, Meilleur ouvrier de France ;
- Mathias Auclair (1972-), conservateur des bibliothèques ;
- Joseph Barco (1848-1915), photographe ;
- Cerf Berr (1726-1793), financier, homme politique et philanthrope, établi à Nancy et à Tomblaine à la fin des années 1770 ;
- Hervé Bize (1966-), galeriste d'art contemporain et auteur d'ouvrages d'art ;
- Pierre Boyé (1869-1945), avocat, historien de la Lorraine ;
- Jean Chassard (1912-2006), professeur au lycée Henri-Poincaré, auteur avec Gonthier Weil (également professeur d'allemand à Poincaré) de manuels scolaires et de livres sur la lttérature allemande ;
- Antoine-Martin Chaumont de La Galaizière (1697-1783), chancelier sous le règne du duc Stanislas, qui fit construire pour lui la nouvelle Intendance, devenue palais du gouvernement de Nancy ;
- Jacques Choux (1919-2002, plus connu comme « l'abbé Choux », historien, conservateur du Musée lorrain ;
- Charles Courbe (1839-1885), historien de Nancy ;
- Jules Crevaux (1847-1882), explorateur et médecin de l'armée navale ; une rue de Nancy porte son nom et un monument lui est dédié dans le jardin Alexandre-Godron ;
- Isidore Didion (1798-1878), général et mathématicien, décédé à Nancy ;
- Marcelle Dorr (1903-1943), résistante ; la rue Marcelle Dorr lui est dédiée ;
- Nicolas Dupont (1714-1781), facteur d'orgue, dont le chef-d'œuvre est le grand orgue de la Cathédrale ;
- Jean-Baptiste Durival (1725-1810), administrateur, historien et encyclopédiste, membre de l'Académie de Stanislas ;
- Nicolas Durival (1713-1795), frère du précédent, historien, lieutenant général de la police et administrateur municipal, membre de l'Académie de Stanislas ; la rue Durival lui est dédiée ;
- Claude Érignac (1937-1998), préfet de Meurthe-et-Moselle de 1989 à 1993 ; adjacente à la Préfecture, la rue Préfet-Claude-Érignac honore sa mémoire ;
- Robert VII d'Estouteville (c.1410-1479), prévôt et vicomte de Paris, contribua avec la noblesse de Normandie à la libération de Nancy assiégée par Charles Le Téméraire ;
- Beer Léon Fould (1767-1855), banquier, a grandi et vécu à Nancy avant de fonder sa banque à Paris ;
- Pauline Gabrielle Gaillard (1895-1945), résistante ;
- Henriette Gallé (1848-1914), épouse et collaboratrice d'Émile Gallé, féministe, militante ; la rue Henriette Gallé-Grimm lui est dédiée ;
- Philippe de Gueldre (1464-1547), épouse de René II duc de Lorraine et de Bar ;
- Daniel Iffla Osiris (1825-1907), financier, philanthrope, mécène pour la statue de Jeanne d’Arc place La Fayette (1890), l'Institut sérothérapique (Fondation Osiris, angle rue de Bitche-rue Lionnois) et la crèche Osiris ;
- Jojo le chimpanzé (1951-2012), animal emblématique de la ville de Nancy, une allée du parc de la Pépinière porte son nom ;
- Charles Keller (1843-1913), militant de gauche, fondateur de la Maison du peuple rue Drouin, une rue de Nancy porte son nom ;
- Stanislas Leszczynski (1677-1766), roi de Pologne puis duc de Lorraine et beau-père de Louis XV, qui réalisa les constructions les plus connues de Nancy ;
- Henri Loritz (1815-1865), philanthrope fondateur en 1844 de l'École primaire supérieure qui deviendra en 1966 le lycée technique portant son nom ;
- Isabelle de Ludres (1647-1726), maîtresse de Louis XIV, a vécu ses vingt dernières années à l'hôtel de Ludres, dans l'actuelle rue Saint-Dizier ;
- Joseph Merklin (1819-1905), facteur d'orgue auteur du grand orgue de la basilique Saint-Epvre, a passé les dernières années de sa vie à Nancy où il est inhumé ;
- Étienne Mollevaut (1744-1816), père de Charles-Louis Mollevaut, avocat, jurisconsulte, premier proviseur du Lycée impérial en 1804, professeur d'histoire, membre de l'Académie de Stanislas ; la rue Mollevaut (anciennement rue Mollevault) est dédiée à Étienne Mollevaut et à son frère, l'abbé Gabriel Mollevaut ;
- Émile Nicolas (1871-1940), botaniste membre fondateur de l'École de Nancy et critique d'art ;
- Pierre-Aubin Paillart (1795-1869), magistrat, premier président de la Cour impériale de Nancy, historien, président de l'Académie de Stanislas, demeurant 6 rue Callot ;
- Laurence Parisot (1959), présidente du MEDEF, a fait ses études de droit à Nancy ;
- Joseph Piroux (1800-1884, fils d'Augustin-Charles Piroux), instituteur, fondateur de l'Institut des sourds et muets de Nancy en 1827 ; la rue Piroux lui est dédiée ;
- Léopold Poiré (1879-1917), photographe ;
- Nicolas Remy (1530-1612), échevin de Nancy, qui a condamné plusieurs centaines de personnes au bûcher pour satanisme ;
- Adrien Sadoul (1898-1969), avocat, nationaliste, résistant ;
- Saint Sigisbert (630-656), roi d'Austrasie, patron de la ville de Nancy ;
- Gilbert Thiel (1948-), magistrat antiterroriste ;
- Jean-Claude Trichet (1942-), gouverneur de la Banque centrale européenne ;
- Georges Vallin (1921-1983), philosophe, enseignant au lycée Henri-Poincaré puis à la Faculté de lettres pendant 35 années, directeur d'études au Centre européen universitaire de Nancy ;
- Simone Weber (1929-2024), impliquée dans une affaire criminelle, surnommée « la bonne dame de Nancy » ;
- Marc Zamichiei (1948), syndicaliste ;

### Religion

#### Religion catholique
- Abbé Grégoire (1750-1831), philanthrope ; une rue de Nancy lui est dédiée ;
- Abbé Pierre (1912-2007), fondateur de la communauté Emmaüs, élu député de Meurthe-et-Moselle aux deux assemblées nationales constituantes (1945-1946) ;
- Pierre Brandicourt (Amiens 1899-Nancy 1992), dit Père Brandicourt, jésuite, aumônier du GEC (Groupe des étudiants catholiques, cours Léopold) et de la prison Charles-III, fondateur et animateur des "Marionnettes sacrées de Nancy" ; la place Père Brandicourt (Haut-du-Lièvre) lui est dédiée ;
- Charles de Foucauld (1858-1916), religieux catholique et explorateur. Il vécut d'août 1871 à octobre 1876 au 13 rue du Manège à Nancy ;
- Alix Le Clerc (1576-1622), fondatrice de la congrégation Notre-Dame et d'un monastère dans la Ville-neuve de Nancy (sur l'actuelle rue Maurice-Barrès) ; la rue Alix-Le-Clerc lui est dédiée ;
- François-Désiré Mathieu (1839-1863), docteur ès lettres à la Faculté de Nancy, évêque, cardinal, historien ;
- Joseph de Metz-Noblat (1959), études secondaires, de droit et religieuses à Nancy ;
- Élisabeth de Ranfaing de la Croix de Jésus (1592-1649), fondatrice de l'Ordre de Notre-Dame du Refuge de Nancy ;
- Joseph Trouillet (1809-1887), prélat, bâtisseur - la rue Trouillet (anciennement rue de l'Abbé-Trouillet) lui est dédiée ;

#### Religion juive
- Jérôme Cahen (1929-1987), grand-rabbin de Nancy de 1969 à 1975 ;
- Daniel Dahan (1969), rabbin puis grand-rabbin de Nancy de 1994 à 2004, suivi par Mickaël Gabbai ;
- Baruch Gouguenheim (c.1753-1842), grand-rabbin de Nancy de 1832 à 1842, professeur de Marchand Ennery ;
- Paul Haguenauer (1871-1944), grand-rabbin de Nancy à partir de 1919, victime de la Shoah ; la rue du Grand-Rabbin-Haguenauer lui est dédiée ;
- Salomon Ulmann (1806-1865), grand-rabbin de Nancy de 1843 à 1854, suivi par Isaac Libermann (1815-1889) ;
- Michel Mayer (1823-1905), rabbin adjoint de Salomon Ulmann ;
- Simon Morali (1909-1984), premier grand-rabbin sépharade de Nancy (1945-1969) ; son nom a été donné au Centre d'études juives de Nancy créé en 2016 ;
- Edmond Schwob (1936), grand-rabbin de Nancy de 1981 à 1994 ;

### Militaires
- Antoine Buquet (1782-1813), chef de bataillon, commandant de place à Nancy, inhumé au cimetière de Préville ;
- Charles Joseph Buquet (1776-1838), baron, général de brigade, retraité et mort à Nancy ;
- Louis Léopold Buquet (1768-1835), général de brigade, inhumé au cimetière de Préville, père d'Henri Buquet, maire de Nancy ;
- François René Cailloux, dit Pouget (1767-1851), général français de la Révolution et de l'Empire, mort à Nancy ;
- François Certain de Canrobert (1809-1895), gouverneur militaire de Nancy de 1858 à 1862 ; la rue Canrobert porte son nom ;
- Jacques Philippe de Choiseul-Stainville (1727-1789), gouverneur général de la Lorraine, ayant fait ériger la porte Saint-Louis (dite aussi porte Stainville), renommée porte Désilles ;
- Louis-Claude Chouard (1771-1843), général français de la Révolution et de l’Empire (nom gravé sous l'Arc de Triomphe) ;
- Antoine Christophe Cochois (1755-1830), général français de la Révolution et de l'Empire ;
- Marie Joseph Claude Henri René Courtot de Cissey (1862-1914), colonel du 69e régiment d'infanterie, une rue de Nancy porte son nom ;
- Christophe de Custine (1661-1755), marquis de Custine (Custines), gouverneur puis bailli de Nancy ;
- Charles Daurier (1761-1833), général français de la Révolution et de l'Empire, mort à Nancy ;
- André Désilles (1767-1790), héros de l'affaire de Nancy, dont le nom a été donné à la Porte Désilles Place de Luxembourg et esplanade du Souvenir Français ;
- Jean-François-Joseph d'Alsace de Hénin-Liétard (1733-1797, lieutenant-colonel au service de Joseph II[10] ;
- Charles Hyacinthe Leclerc de Landremont (Fénétrange, 1739 - Nancy, 1818), général de division de la Révolution française ;
- Emmanuel-Michel-Bertrand-Gaspard Neuhaus, dit Maisonneuve (1757-1834), général français de la Révolution et de l'Empire ;
- Barthélemy O'Mahony (1748-1825), lieutenant général, grand-croix de Saint-Louis, propriétaire de l'hôtel O'Mahony qui fut le siège du tristement célèbre Comité de surveillance révolutionnaire ;
- Ignace-Laurent-Stanislas d'Oullenbourg (1766-1833), général français de la Révolution et de l'Empire ;
- Joseph Paradis (1741 - Nancy, 1824), général français de la Révolution et de l'Empire ;
- Jean-François Rome (1773 - Nancy, 1826), général français de la Révolution et de l'Empire ;
- Henri César Auguste Schwiter (1768 - Nancy, 1839), général français de la Révolution et de l'Empire ;
- François Laurent Tricotel (1727 - Nancy, 1806), général des armées de la République ;
- Jean-Louis Vénière (1772 - Nancy, 1842), lieutenant-colonel de cavalerie, baron d'Empire, officier de la Légion d'honneur, inhumé au cimetière de Préville, beau-père de René Augustin Galand de Longuerue, marié à Nancy ;

### Politique
- Antoine Boulay de la Meurthe (1761-1840), conseiller d'État, études de droit et juge au tribunal de Nancy ;
- Ştefan Golescu (1809-1874), premier ministre roumain, mort à Nancy ;
- Carole Grandjean (1983), élue députée en 2017 et 2022, conseillère municipale, nommée ministre le 4 juillet 2022 ;
- Jack Lang (1939), homme politique, ministre ;
- Joseph-Dominique Louis (1755-1837), député de Nancy, ministre des Finances ; la rue Baron-Louis lui est dédiée ;
- Louis Marin (1871-1960), a fait ses études à Nancy, député, son nom est donné au viaduc Louis-Marin ;
- Paul Moench (1901-1958), industriel (Alsa) et homme politique ;
- Ségolène Royal (1953), femme politique, études en sciences économiques à l'Université Nancy-II et au Centre universitaire d'études politiques ;
- Jean-Jacques Servan-Schreiber (1924-2006), journaliste, homme politique, député de Nancy de 1970 à 1978 ;
- Guillaume Schnæbelé (1827-1900), impliqué dans l'affaire Schnæbelé ;
- Dominique Strauss-Kahn (1949), homme politique ;
- Karel Van Miert (1942-2009), homme politique belge, il marqua la scène politique européenne en tant que commissaire européen à la concurrence entre 1994 et 1999 ;
- Édouard de Warren (1871-1962), homme politique ;

### Commerce et industrie
- Jean-Nicolas Barbier-Duval (XIXe siècle), confiseur ;
- Oscar Berger-Levrault (1826-1903), fondateur en 1872 de l'imprimerie Berger-Levrault rue des Glacis, éditeur, philatéliste inventeur du catalogue de timbres ;
- Albert Bergeret (1859-1932), éditeur et imprimeur de cartes postales, a fait construire rue Lionnois son usine et sa maison par Lucien Weissenburger ;
- Camille Cavallier (1854-1926), magnat de l'industrie (PAM) ; une place de Nancy avec son monument porte son nom ;
- Charles Clerc, directeur de St Hubert, compagnon de la Libération, gendre de Paul Couillard ;
- Paul Couillard (1873-1949), fondateur de la Laiterie Saint-Hubert en 1904, père de Pierre Couillard ;
- Antonin Daum (1864-1930), maître-verrier, ingénieur et entrepreneur français, membre fondateur de l'École de Nancy ;
- Auguste Daum (1853-1909), gérant de la verrerie Daum (1885-1891) et membre fondateur de l'École de Nancy ;
- Jean Daum (1825-1885), fondateur de la verrerie Daum ;
- René Delhaize (1871-1956), fondateur en 1908 de la SANAL, Société Anonyme Nancéienne d'Alimentation, qui fusionne en 1971 avec Les Eco ;
- Jules Déon (1881-1956), bijoutier d'art installé rue d'Amerval, orfèvre de l'École de Nancy ;
- Julia Faure (1988), entrepreneuse ;
- Alphonse Fould (1850-1913), industriel ;
- Adolphe Fruhinsholz (1845-1938), administrateur de la Société des Établissements de tonnellerie mécanique du Faubourg Saint-Georges, s'est fait construire la Villa Fruhinsholz et la Maison alsacienne Fruhinsholz ;
- Camille Gauthier (1870-1963), ébéniste, membre de l'École de Nancy, fondateur avec les tapissiers Paul (1872-1916) et Auguste (1876-1915) Poinsignon de la société d'ameublement Gauthier, Poinsignon & Cie, ateliers rue d'Auxonne et boulevard de Scarpone ;
- Bernard Guerrier de Dumast (1932-2019), industriel, acteur politique et économique, maire-adjoint de Nancy ;
- Joseph Guth (1860-1927), ébéniste de style Art nouveau ;
- Paul Guth (1878-1918), frère du précédent, ébéniste de style Art nouveau ;
- Henri-Emmanuel Lang (1881-1967), filateur héritier des Filatures et Tissages de Bonsecours, a fait construire sa villa dans le parc de Saurupt par Lucien Weissenburger ;
- Antoine-Louis Lefèvre (1814-1880), biscuitier confiseur installé à Nancy, fondateur de Lefèvre-Denise, ayant pour successeurs Lefèvre Georges et Lefèvre-Lemoine, connus notamment pour les Bergamottes de Nancy et leurs macarons de Nancy ;
- Jean-Romain Lefèvre (1819-1883), frère du précédent, apprenti biscuitier à Nancy, fondateur à Nantes de Lefèvre-Utile (LU) ;
- Albert Lévy (1873-1935), cofondateur avec Jérôme Lévy des Chaussures André, avec notamment un magasin rue Saint-Jean et quatre usines avenue Milton, rue de la Salle, rue de l'Abbé-Gridel et Quai Claude-le-Lorrain ;
- Jean Frédéric Godefroy Lillich (1825-1893), confiseur à Nancy, Allemand naturalisé français sous le nom de Lilig en 1873, inventeur en 1857 de la recette définitive des bergamotes de Nancy ;
- Louis Majorelle (1859-1926), ébéniste, fabricant de meubles et d’éléments de décoration en vente dans son magasin rue Saint-Georges, propriétaire de la Villa Majorelle ;
- Émile Moench (1875-1960), fondateur de la société Alsa ;
- Théodule Noirot (1863-1948), botaniste, distillateur inventeur des extraits Noirot, avec usine rue des Fabriques, inhumé au cimetière du Sud ;
- Saint-Just Péquart (1881-1944), entrepreneur en quincaillerie-ferronnerie-fonderie rue Saint-Georges et rue Victor, collectionneur et mécène de l'École de Nancy ;
- Jules Royer (1845-1900), imprimeur, a fait construire son usine rue de la Salpêtrière par Lucien Weissenburger ;
- François Vaxelaire (1840-1920), fondateur de deux grands magasins à Nancy : Vaxelaire, Pignot & Cie rue Saint-Dizier (devenu Bon Marché puis Bouchara et Eurodif), et Vaxelaire & Cie angle rue Saint-Jean-rue Raugraff (devenu Printemps, avant la réinstallation dans les anciens Magasins réunis avenue Foch) ;
- Ernest Vilgrain (1880-1942), minotier, négociant en grains, administrateur des Grands moulins Vilgrain et des Grands moulins de Paris ;

### Sciences
- Thierry Alix (1530 ou 1531-1594), géographe et historien ; une rue de Nancy lui est dédiée ;
- Henri Bellieni (1857-1938), inventeur et photographe ;
- André Bernanose (1912-2002), physicien, père de l’OLED ;
- Ernest Bichat (1845-1905), physicien, doyen de la Faculté des sciences, cofondateur avec les frères Solvay de l'Institut électrotechnique de Nancy, devenu ENSEM ;
- Michel Bur (1933), historien, professeur à l'université Nancy-II ;
- Émile-Louis Burnouf (1821-1907), professeur de littérature ancienne à la Faculté de lettres de 1854 à 1867, inhumé au cimetière de Préville ;
- Guy Cabourdin (1923-2003), professeur d'histoire moderne à l'université Nancy-II ;
- Jean Capelle (1909-1983), professeur à l'École nationale supérieure d'électricité et de mécanique de Nancy (ENSEM), recteur d'académie, cocréateur du Centre universitaire de coopération économique et sociale (CUCES) en 1954 ;
- Élie Cartan (1869-1951), mathématicien, professeur à la Faculté des sciences de 1903 à 1909, dont le nom a été donné à l'Institut Élie-Cartan de Nancy ;
- Patrick Cousot (1948), enseignant-chercheur en informatique ;
- Louis Crussard (1876-1959), ingénieur, cofondateur en 1919 de l'École nationale supérieure des mines de Nancy ;
- Antonin Debidour (1847-1917), professeur de géographie et d'histoire, doyen de la Faculté des lettres, conseiller municipal de 1886 à 1890 ;
- Jean Delsarte (1903-1968), mathématicien, professeur et doyen de la Faculté des sciences, créateur de l' Institut Élie-Cartan ;
- Charles Dusaulx (1835-1919), inventeur, une rue de Nancy porte son nom ;
- René Frécaut (1928-1985), géographe, hydrologue ;
- René Gendarme (1920-2006), économiste ;
- François Gény (1861-1959), jurisconsulte, doyen de la Faculté de droit de 1919 à 1925 ;
- Victor Grignard (1871-1935), prix Nobel de chimie 1912 et professeur à la faculté des sciences de Nancy ;
- Alexandre Grothendieck (1928-2014), mathématicien, étudiant et attaché de recherche au CNRS à Nancy de 1949 à 1953 ;
- Albin Haller (1849-1925), directeur de l'Institut chimique de 1890 à 1909, une rue de Nancy porte son nom ;
- Charles Hermite (1882-1901), mathématicien ayant passé son enfance à Nancy, oncle de Gustave Hermite ; la rue Hermite lui est dédiée ;
- Paul Imbs (1908-1987), recteur de l'académie de Nancy, linguiste, créateur du Centre de recherche pour un Trésor de la langue française (CRTLF) ;
- Louis Lacroix (1817-1881), historien, auteur de Dix ans d'enseignement historique à la Faculté des lettres de Nancy et de Journal d'un habitant de Nancy pendant l'invasion de 1870-71 ;
- Jean Lanher (1924-2018), linguiste, professeur émérite de l'université Nancy-II ;
- Jean Legras (1914-2012), mathématicien, pionnier de l'informatique à Nancy où il a créé l'Institut universitaire de calcul automatique, professeur des universités ; une allée de Vandœuvre porte son nom ;
- Henri Lepage (1814-1887), archiviste et historien de la Lorraine ;
- Jules Liégeois (1833-1908), juriste professeur à la Faculté de droit, membre de l'École hypnologique de Nancy ;
- Léon Malaprade (1903-1982), chimiste ;
- Pierre Marot (1900-1992), archiviste et historien, conservateur du Musée lorrain et enseignant à la Faculté de lettres ;
- Claude Pair (1934-2024), pionnier de l'informatique en Lorraine, créateur du Centre de recherche en informatique de Nancy (CRIN) à l’origine du LORIA ;
- Georges Pariset (sv) (1865-1927), professeur d'histoire à la Faculté des lettres, membre de l'Académie de Stanislas, inhumé au cimetière de Préville, père de François-Georges Pariset ;
- Michel Parisse (1936-2020), professeur d'université, historien médiéviste, auteur d'une Histoire de Nancy ;
- Paul Perdrizet (1870-1938), archéologue, professeur à la Faculté des lettres, cofondateur de l'Université populaire nancéienne ;
- Christian Pfister (1857-1933), historien médiéviste et historien de l'Alsace et de la Lorraine. Il est récipiendaire, en 1884, de la chaire d'histoire à la faculté de Nancy ;
- Daniel Prévot (1940-2016), mathématicien, lichénologue et spéléologue, membre fondateur en 1961 et président de 1981 à 2016 de l'Union spéléologique de l'agglomération nancéienne ;
- François Roth (1936-2016), historien et politologue ;
- Charles Sadoul (1872-1930), historien lotharingiste, conservateur du Musée lorrain ; une rue porte son nom ;
- Édouard Salin (1889-1970), archéologue, ingénieur, maître de forges, fondateur du Laboratoire de recherches archéologiques du Musée lorrain ;
- Bertrand Schwartz, pédagogue, professeur puis directeur de l'École des mines de Nancy, 1948-1966 ; directeur du Centre universitaire de coopération économique et sociale de Nancy, 1960-1972 ; créateur et directeur de l'Institut national de formation des adultes à Nancy, 1963-1968 ;
- Charles-Nicolas-Sigisbert Sonnini de Manoncourt (1751-1812), naturaliste et explorateur, écrivain ; la rue Sonnini lui est dédiée ;
- René Taveneaux (1911-2000), historien de Nancy et de la Lorraine, professeur à la Faculté des lettres ;
- Philippe Vayringe (1684-1746), artisan devenu professeur de physique expérimentale ; la rue Vayringe lui est dédiée ;

### Médecine et sciences de la vie
- Charles Nicolas Alexandre de Haldat du Lys dit Charles de Haldat du Lys (1769-1852), chirurgien, physicien et enseignant ; le nom "de Haldat" a été donné au passage jouxtant la Faculté de droit reliant la place Carnot à la rue de la Ravinelle ;
- Max Aron (1892-1974), biologiste, a fait ses études de médecine et son internat à Nancy ;
- Henri Beaunis (1830-1921), professeur à la Faculté de médecine, directeur du laboratoire de psychologie physiologique, membre de l'École de Nancy ;
- Hippolyte Bernheim (1840-1919), professeur à la Faculté de médecine, chef de file de l'École de Nancy, dont les recherches ont ouvert la voie à la psychothérapie ;
- Gustave-Marie Bleicher (1838-1901), professeur d'histoire naturelle à l'École supérieure de pharmacie, également archéologue et géologue ; la rue du Docteur-Bleicher lui est dédiée ;
- Nicolas Blondlot (1808-1877), professeur de chimie médicale, pharmacie et toxicologie, père de René Blondlot (la rue des Blondlot leur est dédiée) ;
- Pol Bouin (1870-1970), professeur d'histologie à la Faculté de médecine (1907-1919), inventeur du liquide de Bouin ;
- Henri Braconnot (1780-1855), pharmacien militaire, botaniste et chimiste ;
- Pierre-Joseph Buc'hoz (1731-1807). Médecin et botaniste, il a fait ses études à Nancy, avant de devenir médecin de Stanislas ; un petit square de Nancy lui est dédié ;
- Émile Coué (1857-1926), psychothérapeute français, auteur de la célèbre méthode qui porte son nom[11] ;
- Robert Courrier (1895-1986), spécialiste de l'endocrinologie, a commencé ses études de médecine à Nancy ;
- Lucien Cuénot (Paris, 1866 – Nancy, 1951), biologiste et généticien français, fondateur du musée de zoologie de Nancy ; son nom est donné à une esplanade de Nancy ;
- Antoine Danchin (1944), biologiste, fils de Pierre Danchin, président de l'Université Nancy II, a fait ses études au lycée Henri-Poincaré ;
- Mathieu de Dombasle (1777-1843), agronome, précurseur de l'enseignement supérieur agricole français ;
- Sigmund Freud, à Nancy auprès d'Ambroise-Auguste Liébeault et d'Hippolyte Bernheim en 1889 ;
- Louis Grandeau (1834-1911), agronome et chimiste, docteur en pharmacie et en médecine, professeur et doyen de la Faculté des sciences ;
- Philibert Guinier (1876-1962), botaniste, directeur de l’École nationale des eaux et forêts de 1921 à 1941 ;
- Édouard Imbeaux (Brémoncourt, 1861 - Hyères, 1943), médecin et hydrogéologue, directeur des services municipaux de Nancy de 1892 à 1912, ingénieur responsable de la réalisation de la galerie de Hardeval ;
- Jean-Pierre Jacquot (1953), biologiste, professeur émérite de l'Université de Lorraine ;
- Nicolas Jadelot (1738-1793), anatomiste et physiologiste, doyen de la Faculté de médecine ;
- Georges Le Monnier (1843-1931), botaniste, professeur à la Faculté des sciences ;
- Ambroise-Auguste Liébeault (1823-1904), médecin pionnier dans le domaine de l’hypnose, membre de l'École de Nancy ;
- Louis-Camille Maillard (1878-1936), médecin et chimiste ayant fait ses études à Nancy, connu pour la réaction de Maillard ; une rue du Haut-du-Lièvre porte son nom ;
- Anne-Denise Moneret-Vautrin (1939-2016), a fait ses études et toute sa carrière de médecin (1961-2004) à Nancy ;
- Ferdinand Monoyer (1836-1912), professeur d'ophtalmologie à la Faculté de médecine, inventeur de l'échelle Monoyer ;
- Victor Lemoine (1813-1911), horticulteur, pépiniériste, botaniste ;
- François Le Tacon (né en 1939), ingénieur agronome, chercheur à l'INRA, par ailleurs auteur d'ouvrages sur l'École de Nancy ;
- Paul Remy (1894-1962), zoologiste et spéléologue, directeur du muséum d'histoire naturelle de Nancy de 1937 à 1960 ;
- Louis Sencert (1878-1924), chirurgien, professeur à la Faculté de médecine, pionnier dans plusieurs techniques chirurgicales ;
- Joseph Stoltz (1803-1896), professeur d'obstétrique, premier doyen de la Faculté de médecine en 1872 ;
- Gabriel Tourdes (1810-1900), doyen de la Faculté de médecine de Nancy ;
- Augusta Tréheux (1923-2014), professeur des Universités, cheffe du service de radiologie du CHR de Nancy ;
- Alexis Vautrin (1859-1927), fondateur en 1924 du centre anti-cancéreux Alexis Vautrin ;
- Jean Paul Vuillemin (1861-1932), professeur à la Faculté de médecine, mycologue, inventeur du concept d'antibiotique ;
- Jacques Waynberg (1941-), études de médecine, de droit, de lettres et de sciences à Nancy, chef de l'orchestre de chambre universitaire, a exercé la médecine générale à Nancy ;
- Pierre-Rémi Willemet (de) (1735-1807), apothicaire, botaniste et professeur ;
- Pierre-Rémi-François de Paule Willemet (es) (1762-1790), fils du précédent, chirurgien et botaniste ;
- Romain Xardel (1825-1872), professeur à la faculté de médecine de Nancy, y décédé, père du général Paul Xardel ;

### Arts

#### Architecture
- Jacques-Denis Antoine (1733-1803), architecte de la Chapelle de la Visitation intégrée au lycée Henri-Poincaré ;
- Germain Boffrand (1667-1754), architecte en premier du duc Léopold Ier de Lorraine ; son nom est donné à l'avenue Boffrand, avec au n° 1 l'École des Beaux-arts ;
- Félicien César (1849-1930), architecte Art nouveau, notamment de l'immeuble du Crédit lyonnais ;
- Alexandre Chemetoff (1950), architecte, concepteur des aménagements urbains et paysagers du plateau de Haye et des Rives de Meurthe ;
- Hieronimo Citoni (XVIe siècle), architecte de la Ville-neuve de Nancy en 1596 ;
- Anne Démians (1963), architecte de la restructuration et de l'extension de Nancy Thermal ;
- Louis Déon (1879-1923), architecte ;
- Francesco Galli da Bibiena (1659-1739), architecte du premier opéra-théâtre de Nancy inauguré en 1709, père de Jean Galli de Bibiena ;
- Henri Gutton (1851-1933), architecte Art nouveau, réalisateur de la graineterie Génin-Louis angle rue Saint-Jean rue Bénit ;
- Henry Gutton (1874-1963), architecte de l'École de Nancy associé au projet du Parc de Saurupt ;
- Joseph Hornecker (1873-1942), architecte nancéien, dont l'œuvre majeure est le Grand Théâtre place Stanislas (1919), Opéra national de Lorraine ;
- Albert Jasson (1849-1923), architecte de l'ensemble Poirel ;
- Louis Lanternier (1859-1916), architecte et sculpteur de l'École de Nancy, fondateur de Nancy íThermal ;
- Pierre Le Bourgeois (1879-1971), architecte de l'immeuble de L'Est républicain (1913), des Magasins réunis (1926), de l'hôpital civil avenue de Strasbourg devenu Hôpital central ;
- François-Michel Lecreulx (1729-1812), architecte et ingénieur ; il a habité la maison Lecreulx, rue Lyautey, et son nom est donné à la rue et la passerelle Lecreulx ;
- Arsène Lejeune (1866-1938), architecte qui fit de grandes réalisations à Nancy avant d'urbaniser Paris ;
- Dominique Louis (1924-1991), architecte ; une rue du plateau de Haye lui est dédiée ;
- André Lurçat (1894-1970), architecte, a étudié à l'École des beaux-arts de Nancy ;
- Didier-Joseph-François Mélin (17??-après 1789), architecte entrepreneur des travaux de la ville de Nancy, architecte de la porte Désilles ;
- César Pain (1872-1946), architecte promoteur immobilier de nombreuses maisons nancéiennes de style Art nouveau ;
- Jean Prouvé (1901-1984), architecte ;
- Henri Sauvage (1873-1932), architecte de la villa Majorelle (1902), première maison entièrement Art nouveau ;
- Livio Vacchini (1933-2007), architecte du bâtiment inauguré en 1996 de l'École d'architecture de Nancy (EAN) ; le parvis à son nom est situé entre l'École et le port Sainte-Catherine ;
- Léon Vautrin (1820-1884), architecte du diocèse de Nancy ;
- Bernard Zehrfuss (1911-1996), architecte de la première urbanisation du Haut-du-Lièvre (1958-1967) ; une esplanade porte son nom ;

#### Beaux-arts
- Léon Barotte (1866-1933), peintre ;
- Jules Bastien-Lepage (1848-1884), peintre, une rue porte son nom ;
- Henri Bergé (1870-1937), décorateur et illustrateur Art nouveau ;
- Solange Bertrand (1913-2011), peintre, élève de Victor Prouvé aux Beaux-Arts de Nancy ;
- Robert Bouroult (1894-1975), peintre, domicilié 13 place de la Carrière ;
- Ernest Bussière (1863-1913), sculpteur et céramiste de l'École de Nancy  ; une rue et un rond-point portent son nom ;
- Jules Cayette (1882-1953), artiste multiple : sculpteur, ébéniste, ferronnier, ensemblier-décorateur ;
- Michel Colle (1872-1949), peintre paysagiste ayant commencé sa carrière à Nancy ;
- Dominique Collin (1725-1781), graveur, père d'Yves-Dominique Collin ;
- Marie-Anne Collot (1748-1821), sculptrice, morte rue de la Source à Nancy ;
- Charles Cournault (1815-1904), peintre orientaliste, archéologue, premier conservateur du Musée lorrain ;
- Étienne Cournault (1891-1948), né et mort à Malzéville, peintre, graveur, décorateur, professeur à l'école des Beaux-arts ; une rue de Nancy lui est dédiée ;
- Jean Crocq ou Jan Crocq (XVe – XVIe siècles), sculpteur ;
- Paul-Louis Cyfflé (1724-1806), sculpteur et céramiste, a réalisé les sculptures de la fontaine de la place d'Alliance ; son nom a été donné au lycée professionnel des métiers des arts graphiques situé rue Cyfflé ;
- Théodore Devilly (1818-1886), peintre installé à Nancy en 1871 et mort dans cette ville, directeur de l'école des Beaux-arts ; une petite impasse de Nancy porte son nom ;
- Siméon Drouin (1591?-1651), sculpteur et architecte ;
- Nicolas Dupuy (1650-1711), peintre portraitiste ;
- Gilles Fabre (1933-2007), peintre ;
- Émile Friant (1863-1932), peintre et graveur ;
- Charles Gallé (1818-1902), verrier et céramiste, père d'Émile Gallé ;
- Mansuy Gauvin ou Gauvain (?-après 1542), sculpteur, dit aussi Mansuy, père de Jean Mansuy, également sculpteur ; la rue Mansuy-Gauvain lui est dédiée ;
- Claude Gellée dit « le Lorrain » (1625-1626), peintre ; il a sa statue par Rodin à la Pépinière et a donné son nom au quai Claude-le-Lorrain ;
- Jean Girardet (1709-1778), peintre ; son tombeau est dans l'église Saint-Sébastien ; la rue Girardet lui est dédiée ;
- Jacques Gruber (1870-1936), maître-verrier, membre fondateur de l'École de Nancy ;
- Barthélemy Guibal (1699-1787), sculpteur des fontaines de la place Stanislas et des statues de l'arc Héré ;
- Victor Guillaume (1880-1942), peintre, membre du Comité Nancy-Paris ;
- Louis Guingot (1864-1948), peintre décorateur, inventeur du camouflage de guerre ;
- Jacques Hallez (1923-2021), graveur (élève d'André Vahl), professeur de gravure à l'école des Beaux-arts ;
- Louis Hestaux (1858-1919), dessinateur, peintre et décorateur, membre du comité directeur de l'École de Nancy ;
- Camille Hilaire (1916-2004), peintre, professeur à l'École des Beaux-arts de 1947 à 1958 ;
- Takashima Hokkai (1850-1931), botaniste et peintre japonais de l'École de Nancy ;
- Georges Janin (1884-1955), peintre sur verre, vitrailliste ;
- Joseph Janin (1851-1910), peintre sur verre, vitrailliste ;
- Georges Kierren (1884-1955), dessinateur et graveur ;
- Joseph Labroise (1761-1836), sculpteur ;
- Jules Larcher (1849-1920), peintre de portraits et de natures mortes, membre fondateur de l'École de Nancy ; une impasse du quartier Beauregard - Boufflers - Buthegnémont porte son nom ;
- Aimé de Lemud (1816-1887), peintre et lithographe mosellan installé à Nancy en 1873 ;
- Jean Lurçat (1892-1966), peintre, céramiste et créateur de tapisseries, ayant commencé sa formation dans l’atelier de Victor Prouvé ;
- Auguste Majorelle (1825-1879), créateur et décorateur de faïences et de meubles ;
- Pierre-Dié Mallet (1895-1976), peintre spécialisé en art religieux ;
- Charlotte Martner (1781-1839), peintre miniaturiste ;
- Victor Masson (1849-1917), peintre et dessinateur ;
- Charles de Meixmoron de Dombasle (1839-1912), peintre ;
- Hector Michaut (1874-1923), ébéniste de l'École de Nancy ;
- Pierre Mougin (1860-1965) ), céramiste, frère de Joseph Mougin (les Frères Mougin, fils de Xavier Mougin) ;
- Paul Nicolas (1875-1952), maître verrier ;
- Marie Prouvé (1879-1951), artisane d'art, épouse et inspiratrice de Victor Prouvé ;
- Jame's Prunier (1959), peintre et illustrateur ;
- Auguste Ramel (1864-1942), peintre décorateur ;
- Charles Rauch (1791-1857), peintre ;
- Alfred Renaudin (1866-1944), peintre de paysages, propriétaire d’une villa de style École de Nancy construite en 1902 par Lucien Bentz rue Pasteur ;
- Gaston Save (1844-1901), peintre ;
- Jean Scherbeck (Champigneulles, 1898 - Nancy, 1998), portraitiste d'art ;
- Mathias Schiff (1862-1888), sculpteur, auteur de la statue de René II place Saint-Epvre ;
- Charles Schneider (1881-1953), maître verrier, collaborateur ainsi que son frère Ernest Schneider (Nancy, 1877-1937) de la cristallerie Daum ;
- Johann Joseph Söntgen (1719-1788), sculpteur ;
- Aimé Uriot (1852-1923), peintre du mouvement Art nouveau de l'École de Nancy  ;
- Eugène Vallin (1856-1922), menuisier d'art et ébéniste Art nouveau, dont maison et atelier étaient situés boulevard Lobau ;
- Giorné Viard (1823-1885), sculpteur ; une rue de Nancy porte son nom ;
- Amalric Walter (1870-1959), maître verrier ;
- Claude Weisbuch (1927-2014), peintre, dessinateur et graveur, a passé son enfance à Nancy, étudiant à l'École des Beaux-arts, s'est fait connaître par ses premières expositions à Nancy ;
- Ernest Wittmann (1846-1921), peintre et sculpteur, élève de l'école des Beaux-arts, membre de l'École de Nancy ;

#### Bande dessinée, dessin de presse
- Diego Aranega (1970), a étudié à l'École nationale supérieure d'art et de design (ENSAD) de Nancy ;
- Frédéric Boilet (1960), a étudié à l'ENSAD de Nancy ;
- Romain Dutreix (1976), établi à Nancy en 2010 ;
- Jean-Marc Mathis (1965), a étudié à l'ENSAD de Nancy ;
- Dylan Pelot (1969-2013), illustrateur et artiste pluridisciplinaire ;

#### Arts du spectacle
- Antoine Bourseiller (1930-2013), directeur de l'Opéra de Nancy et de Lorraine de 1982 à 1996 ;
- Jean-Albert Cartier (1930-2015), directeur du Ballet Théâtre français de Nancy de 1978 à 1987 ;
- Bruno Cohen (1953), réalisateur et scénographe numérique ;
- Pierre Croce (1986-), vidéaste français, détenteur d’une chaîne YouTube millionnaire, a suivi son cursus préparatoire aux grandes écoles de commerce à Nancy ;
- Anne Delbée (1946), directrice du Centre dramatique national de Nancy de 1987 à 1991, comédienne, metteuse en scène au Théâtre de la Manufacture et à l'Opéra ;
- Patrick Dupond (1959-2021), danseur étoile, directeur artistique du Ballet français de Nancy (1988-1991) ;
- C. Jérôme (1946-2000), de son vrai nom Claude Dhôtel, chanteur, qui a passé toute son enfance à Champenoux, petit village proche de Nancy, et pour sa chanson Nancy ;
- Le duo Kas Product, musique électronique (Mona Soyoc et Spatsz) ;
- Francis Kuntz (1956), humoriste ayant fait ses débuts à Nancy ; la BD My lofts raconte l'histoire des appartements qu'il a occupés à Nancy ;
- Maud Le Pladec (1976), directrice du Centre chorégraphique national - Ballet de lorraine depuis 2025 ;
- Père Duval (1918-1984), chanteur auteur-compositeur-interprète, a vécu à Nancy de 1955 jusqu'à sa mort ; il est enterré au “carré des Jésuites“ du cimetière de Préville ;
- Charles Tordjman (1947), directeur du CDN Nancy-Lorraine de 1991 à 2010, metteur en scène de nombreuses pièces au Théâtre de la Manufacture et d'opéras à l'Opéra national de Lorraine ;
- Jean-Marie Villégier (1937-2024), directeur du Centre universitaire international de formation et de recherche dramatique de Nancy, metteur en scène de théâtre et pionnier de la renaissance de l'opéra baroque ;

#### Cinéma
- Solveig Dommartin (1961-2007), actrice, a fait ses études et a vécu à Nancy ;
- Hafsia Herzi (1987), actrice et réalisatrice, vit à Nancy ;
- Jean-Pierre Jeunet (1953), réalisateur de cinéma (Le fabuleux destin d'Amélie Poulain) a fait ses études au lycée Henri-Poincaré ;
- Laetitia Masson (1966), cinéaste, ancienne élève du lycée Henri-Poincaré ;
- Bernard Noël (1924-1970), acteur, ancien élève du lycée Henri-Poincaré et de la classe d'art dramatique du Conservatoire ;
- Antoine Reinartz (1985), acteur, a fait ses études au lycée Chopin et a vécu à Nancy ;
- Patrick Volson (1949-2016), réalisateur de téléfilms et documentaires ;

#### Composition et interprétation musicale
- Alfred Bachelet (1864-1944), compositeur et chef d'orchestre, directeur du Conservatoire de 1919 à 1944 ;
- Pierre Bretagne (1881-1962), compositeur, avoué à la cour d'appel de Nancy ;
- Jacqueline Brumaire (Herblay, 1921 - Nancy, 2000), artiste lyrique ;
- Nicole Clément (1946), compositrice, professeure au Conservatoire de 1977 à 2011 ;
- François Cholé (1906-1991), pianiste, professeur au Conservatoire de 1958 à 1975 ;
- Pierre Cortellezzi (1926-2015), organiste de la Cathédrale, professeur au Conservatoire, récitaliste avec MM. Jacques Mule et Dino Tomba ;
- Marcel Dautremer (1906-1978), compositeur, directeur du Conservatoire de musique (1946-1969) et chef de l'Orchestre municipal du Conservatoire ;
- DOMi (née Domitille Degalle, 2000), claviériste de jazz, élève de 2005 à 2015 et multidiplômée du Conservatoire de Nancy ;
- Jean-Luc Étienne (1963), organiste, élève de Pierre Cortellezzi ;
- Marta Gardolińska (1988), cheffe d'orchestre, directrice musicale de l'Orchestre de l'Opéra national de Lorraine ;
- Pierre-Alain Goualch (1973), pianiste de jazz, professeur au Conservatoire de Nancy ;
- Jacques Houtmann (né en 1935), chef d'orchestre, a fait ses études au Conservatoire de Nancy ;
- Noël Lancien (1934-1999), compositeur, directeur du Conservatoire de musique (1970-1997), chef de l'Orchestre symphonique de 1970 à 1979 ;
- Hugues Leclère (1968), pianiste, fondateur en 2003 et directeur du festival d'été annuel Nancyphonies ;
- Gaston Litaize (1909-1991), organiste ayant fait ses premières études musicales à l'Institut des jeunes aveugles de Santifontaine ;
- Xénia Maliarevitch (1980), pianiste, élève au Conservatoire de Nancy de 1987 à 1995 ;
- Jean-Philippe Navarre (1963), chef d'orchestre, directeur du Conservatoire de musique (2006-2014) ;
- Paolo Olmi (1954), directeur musical de l'Opéra national de Lorraine et de l'Orchestre symphonique et lyrique de Nancy de 2006 à fin 2010 ;
- André Pernet (1894-1966), basse, a fait ses études de droit à Nancy avant sa carrière de chanteur ;
- Claude Petit Jean, musicien, compositeur (actif : 1562-1592) ;
- Jean-Pierre Rivière (1929-1995), compositeur, professeur au Conservatoire de 1980 à 1992 ;
- Guy Ropartz (1864-1955), compositeur, directeur du Conservatoire de Nancy ;
- Gustave Sandré (1843-1916), compositeur, directeur du Conservatoire de Nancy ;
- Nicolas Signac (vers 1585-vers 1655), compositeur au service des ducs de Lorraine ;
- Christiane Stutzmann (née en 1939), cantatrice, professeure au Conservatoire de Nancy de 1978 à 2007 ;
- Nathalie Stutzmann (née en 1965), contralto et cheffe d'orchestre, a fait ses études au Conservatoire de Nancy ;
- Louis Thirion (1879-1966), compositeur, professeur d'orgue et de piano au Conservatoire de 1899 à 1949 ;
- Louis Thiry (1935-2019), musicien et organiste ;
- André Tubeuf (1930-2021), musicographe, a enseigné la philosophie au lycée Henri-Poincaré de 1953 à 1957 ;

#### Littérature

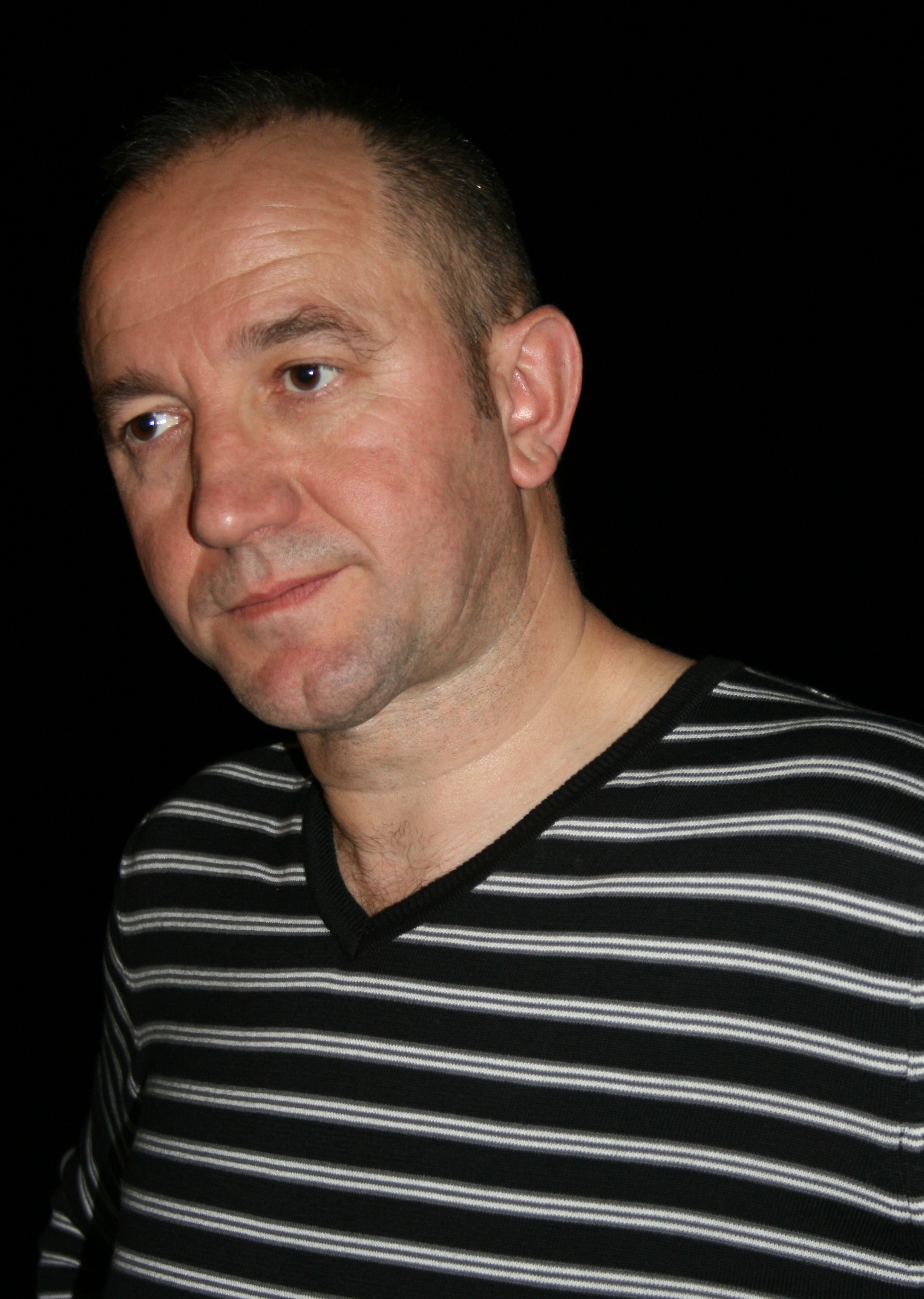
Philippe Claudel, écrivain.

- René d'Avril (1875-1966), poète et journaliste, président de l'Académie de Stanislas en 1925 et 1935
- Émile Badel (1861-1936), écrivain régionaliste, journaliste, historien de Nancy, dont le nom est donné à une allée du parc de la Pépinière ;
- Maurice Barrès (1862-1923), écrivain et homme politique ;
- Primo Basso (1926-2010), romancier et dramaturge, professeur au lycée Poincaré ;
- Maurice Boissais (1901-1981), écrivain, secrétaire du Comité Nancy-Paris ;
- Philippe Claudel (1962), écrivain et réalisateur ;
- Régis Debray (1940), écrivain, a enseigné la philosophie au lycée Henri-Poincaré et a habité à Nancy en 1965-66 ;
- Jean-Jacques Erbstein (1965), a fait ses études secondaires et de médecine à Nancy, écrivain résidant à Nancy ;
- Élise Fischer (1948-2023), femme de lettres, journaliste et romancière, Feuille d'or de la ville de Nancy 2001, auteure de Je vous écris de Nancy (2015) ;
- Isabelle Flaten (1957), écrivaine résidant à Nancy ;
- Maurice Garçot (1883-1969), écrivain régionaliste ;
- Nicolas Gilbert (1750-1780), poète, la rue Gilbert lui est dédiée ;
- Jean-Philippe Jaworski (1969), écrivain de fantasy et professeur de lettres modernes ;
- Brigitte Kernel (1959), écrivaine, productrice et animatrice de radio ;
- Odile Massé (1950), écrivaine et comédienne de la compagnie 4 Litres 12 ;
- Nicolas Mathieu (1978), écrivain, prix Goncourt et Feuille d'or de la ville de Nancy 2018, habite à Nancy, ville où se passe son roman Rose Royal ;
- Alfred Mézières (1826-1915), écrivain, historien de la littérature, professeur à la Faculté des lettres de 1854 à 1861, cofondateur de L'Est Républicain en 1889 ; une rue, une école, un collège et un gymnase portent son nom ;
- Bertrand Munier (1962), écrivain ;
- Marie-Edmée Pau (1845-1871), diariste féministe et illustratrice ;
- André Thirion (1907-2001), écrivain, surréaliste, militant communiste et homme politique ;
- Anne Villemin Sicherman (née en 1951), écrivain, a fait ses études de médecine à Nancy ;

### Média
- Stéphane Bern (1963-), dont la famille a habité de 1967 à 1973 rue Grandville, a été élève à l'école Braconnot ;
- Jean-Claude Berthon (1942-2005), journaliste, créateur de Disco-Revue ;
- Michel Caffier (1930-2021), journaliste, écrivain et critique littéraire ;
- Jean-Marie Cavada (1940-), études à la faculté de Lettres, débuts professionnels en 1960 à Radio Lorraine-Champagne et à L'Est républicain ;
- Laurent Danchin (1946-2017), critique d'art défenseur de l'art brut, enseignant, fils de Pierre Danchin Président de l'Université Nancy-II ;
- Gérard Lignac (1928-2017), patron de presse (L'Est républicain, etc.) ;
- François Moulin (1959-2012), journaliste établi à Nancy en 1996, écrivain, fondateur des éditions Renaudot ;
- Roger Viry-Babel (1945-2006), homme de radio, de télévision et de cinéma, professeur à l'Université Nancy-II ;

### Sport

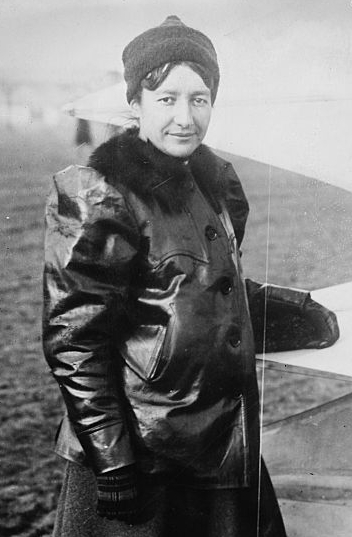
Marie Marvingt, pionnière de l'aviation.

- Gilbert Bauvin (1927), champion cycliste ayant fait ses débuts dans l'équipe Nancia des Cycles Pierre Virlat ;
- Jean-Denys Choulet (1958), entraîneur de la Chorale de Roanne (Pro A) ;
- Candice Didier (1988), championne de patinage artistique ;
- André Drapp (1920-2008), catcheur ; il a passé sa jeunesse à Nancy et s'entraînait au Club Vasseur boulevard Charles-V ;
- Lucien Genot (1901-1965), tireur sportif ;
- Cyril Julian (1974), basketteur ;
- Pascal Lance (1964), coureur cycliste, a débuté en amateur dans l'équipe de l'ASPTT Nancy ;
- Marie Marchand-Arvier (1985), championne de ski, a passé son enfance à Nancy ;
- Marie Marvingt (1875-1963), aviatrice pionnière, cycliste et alpiniste ;
- Alain Perrin (1966), ancien joueur et entraineur de l'AS Nancy-Lorraine;
- Roger Piantoni (1931-2018), footballeur international français ;
- Michel Platini (1955), footballeur professionnel international, président de l'UEFA du 26 janvier 2007 à 2015 ;
- Robert Schurrer (1890-1972), athlète médaillé olympique licencié à Nancy ;
- Arsène Wenger (1949), entraîneur de l'AS Nancy-Lorraine de 1984 à 1987, puis notamment d'Arsenal.

### Les 12Justes parmi les nationsde Nancy
Douze habitants ont par ailleurs été admis parmi les 4281 Justes parmi les nations de France pour avoir sauvé des personnes juives persécutées par le régime nazi et le gouvernement de Vichy : 
- Charles Bouy ;
- Marcel Courtot ;
- Jean Dantonel ;
- Marcel Galliot ;
- Camille Kleinclauss ;
- Georgette Larchet ;
- Paul Larchet ;
- Pierre Marie ;
- Francois Pinot ;
- Charles Thouron ;
- Arthur Varoquaux ;
- Édouard Vigneron.